# Hochwasser in Mitteleuropa 2013
Das Hochwasser in Mitteleuropa von Ende Mai und Anfang Juni 2013 wurde durch tagelange Regenfälle infolge atmosphärischer Flüsse verursacht. Insgesamt kam es in sieben Ländern zu schweren Überflutungen.

## Wetterlage

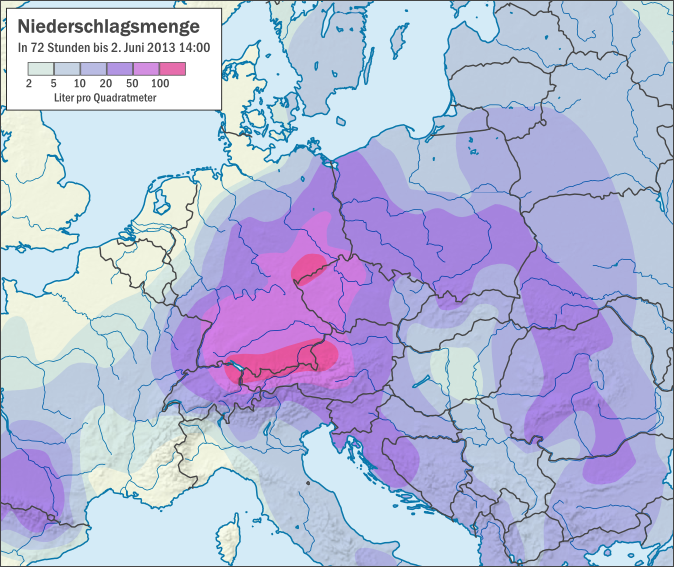
Niederschlagsmengen in 72 Stunden vom 31. Mai bis zum 2. Juni 2013

Der gesamte Frühling 2013 war in Zentraleuropa verregnet, und er hatte spät begonnen. Der Mai war gebietsweise der niederschlagreichste seit Beginn der Wetteraufzeichnungen gewesen; es hatte schon Anfang Mai Hochwasser gegeben (z. B. Bad Ischl in Oberösterreich: 460 mm Niederschlag vom 3. Mai bis 3. Juni).
Ein Tiefdruckkomplex (Christoph /Dominik) hatte sich in der letzten Mai-Dekade über Mitteleuropa ausgebildet, unmittelbar gefolgt von Frederik/Günther im Rahmen eines abnormalen Mittelmeertiefs (Vb-Wetterlage) und in Kombination mit ausgeprägten Höhentiefkernen in den ersten Junitagen 2013. Sehr feuchte Luft floss in weitem Bogen über Schwarzes Meer und Zentralosteuropa von Nordosten nach Mitteleuropa. Tief Frederik, das für das Hauptereignis sorgte, hatte sich im östlichen Adriaraum entwickelt, war primär nordwärts gezogen und verharrte längere Zeit über den Ostalpen. Gegen Ende des Ereignisses kehrte es sogar seine Zugbahn um und wanderte entgegen dem Vb-Normalfall in den oberen Adriaraum zurück. Tief Günther, dann im nördlichen Karpatenbogen wetterbestimmend, bildete sich – ein seltener Fall – erst über Osteuropa. Blockiert wurde die Lage auch durch ein mächtiges Weißmeer-Hoch, das gleichzeitig in Nordskandinavien für eine Hitzewelle und Waldbrandwarnungen sorgte (33 °C Startbyn in Schweden am Polarkreis, 31 °C Helsinki, Finnland).

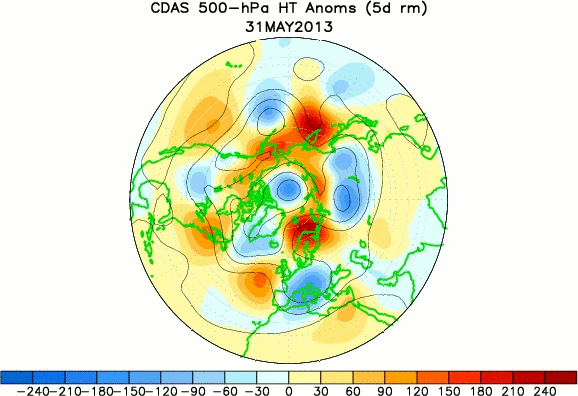
Druckanomalien Nordhalbkugel, 30. Mai 2013: Inverse Omegalage des Mittelmeer- bzw. Osteuropatiefs Frederik (unten) zwischen Atlantikhoch und Skandinavien- bzw. Weißmeerhoch

Insgesamt herrschte – wie schon bei der Kältewelle und der sommerlichen Unwetterserie des Vorjahres – eine wenig dynamische Lage der Aktionszentren der Nordhalbkugel. Der Jetstream war zu der Zeit weiter im Süden als gewöhnlich. Die Folge war eine „umgekehrte Omega-Lage“: Die zwischen zwei stabilen Hochdruckgebieten – einem (Sabine) über Ostatlantik bzw. Westeuropa und demjenigen über dem Weißmeerraum – liegenden Tiefdruckgebiete konnten sich kaum verlagern. Diese meteorologische Konstellation bestimmte das Wetter schon seit Wochen. Über die atlantisch-polare Oszillation (NAO gegen +1 steigend, AO unter 0 fallend) kann über die globale Telekonnektion ein Zusammenhang mit der herrschenden post-La Niña-Phase (ENSO) hergestellt werden (Oceanic Niño Index schlägt um: ONI = −0.2 steigend für Mai).

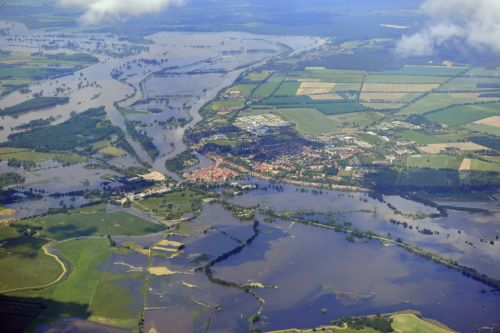
Ausuferung an der unteren Elbe: Im Vordergrund rechts ragt der linke Haveldeich aus der vor allem durch Rückstau überfluteten Havelniederung. In Bildmitte Havelberg mit seiner Altstadtinsel. In der dahinter liegenden Elbniederung rechts die um den Gnevsdorfer Vorfluter verlängerte Havelmündung, links der Mitte die Elbe, dazwischen als gerade Diagonale der Schleusenkanal

Enorme Niederschläge, örtlich bis zu 400 mm in vier Tagen (Aschau-Stein, Bayern, 30. Mai – 3. Juni 2013), gab es im Nordstau der Alpen und auch im Erzgebirge–Sudeten-Bogen. Die vollständig gesättigten Böden und die durchweg gefüllten Überflutungspuffer konnten kaum mehr Wasser aufnehmen. Auf ersteres weisen auch Mikrowellenradiometer-Bilder des Satelliten SMOS hin. Dämpfend wirkte sich nur die extrem niedrige Schneefallgrenze aus; sie war Ende Mai teils auf 1000 m gesunken (Brunnenkogel, Tirol, 24. Mai, 3440 m: −15,7 °C: Mariazell, Steiermark, 1000 m, 24. Mai: 0 °C), lag zum Höhepunkt des Niederschlagsereignisses im Alpenraum um 1500–1800 Meter und band einen Gutteil der Niederschläge. Laut Berechnungen des Deutschen Wetterdienstes sind alleine in den betroffenen Bundesländern Bayern, Sachsen, Thüringen und Hessen in den vier Tagen des Starkregens zwischen 30. Mai und 2. Juni insgesamt 13,4 Milliarden Kubikmeter Niederschlag aufgezeichnet worden.

### Abschätzung der Jährlichkeit
Das Ereignis wird durchweg als hundertjährliches Extremereignis eingestuft, sowohl was die Niederschlagsintensität betrifft als auch die Abflussmenge (HQ100). Die Rekordwerte aus den Jahren 2002 und 2005 wurden im Alpen- und Donauraum an vielen Messstellen übertroffen, teils auch die des Donauhochwassers 1954, das als das schwerste des 20. Jahrhunderts gilt. Auch das Hochwasser im Elbegebiet 2002 wurde mindestens ab dem Pegel Dessau flussabwärts übertroffen.
Einen besonderen Spitzenwert erreichte das Hochwasser in Passau in Bayern. Dort wurde am Pegel Passau/Donau die 12,89-m-Marke erreicht, 69 cm höher als 1954 (12,20 m). Für das bisher höchste bekannte Hochwasser 1501 – allgemein für Mitteleuropa um HQ1000, teils noch deutlich höher geführt – wurde nach neueren Erkenntnissen bezogen auf den Donau-Pegel „Schanzlbrücke“ ein Wasserstand von ca. 13,2 m rekonstruiert. Damit liegt es dort im Bereich eines 500-jährlichen Ereignisses. Der Stand beim möglicherweise noch höheren Magdalenenhochwasser vom 22. Juli 1342 ist nicht überliefert. Halle meldete den höchsten Stand der Saale seit 400 Jahren (Pegel Trotha: 8,10 m, 3. Juni morgens), Zeitz an der Weißen Elster in derselben Größenordnung „den höchsten jemals gemessenen Wert“ (6,45 m, 3. Juni).

## Verlauf des Ereignisses
Anm.: Die betroffenen Länder sind hier grob von Westen nach Osten verzeichnet, was weitgehend der Chronologie der Ereignisse und dem Fortschreiten der Niederschläge und Hochwasserkämme entspricht.

### Schweiz
In der Schweiz fielen die Folgen des Starkregens, der hauptsächlich Freitag, 31. Mai, bis Sonntag, 2. Juni, Schadwirkung hatte, vergleichsweise gering aus. Die Niederschläge konzentrierten sich auf ein Gebiet von der Zentralschweiz über die östlichen Voralpen bis zum Bodensee sowie auf Nordbünden. In Engelberg (OW) waren sie etwa 30–50-jährlich, in St. Gallen etwa 100-jährlich.
Es kam vereinzelt zu Murgängen, wodurch der Verkehr beeinträchtigt wurde. Wegen des durchnässten Bodens stürzten in Arth (Kanton Schwyz) 30 Kubikmeter Gestein auf Bahngleise. Die Strecke Immensee–Arth musste gesperrt werden. Ein 72-jähriger Mann, der in einen Bach stürzte, wird vermisst.
Der Rhein erreichte am Pegel Basel-Rheinhalle einen unkritischen Wert von 9,46 m. Es kam vereinzelt zu Überflutungen von Kellern und Uferwegen. Durch das Hochwasser der Birs kam es in Grellingen zu einem kurzzeitigen Stromausfall.
Die Gebäudeversicherung (GVZ) in Zürich erhielt nach eigenen Angaben rund 50 Schadenmeldungen, insgesamt werden 100 Schadenmeldungen erwartet. Die Höhe des Schadens dürfte insgesamt etwa 500.000 Franken betragen. Millionenhöhe erreicht aber nach Angaben der Schweizer Hagel der landwirtschaftliche Schaden.

### Deutschland

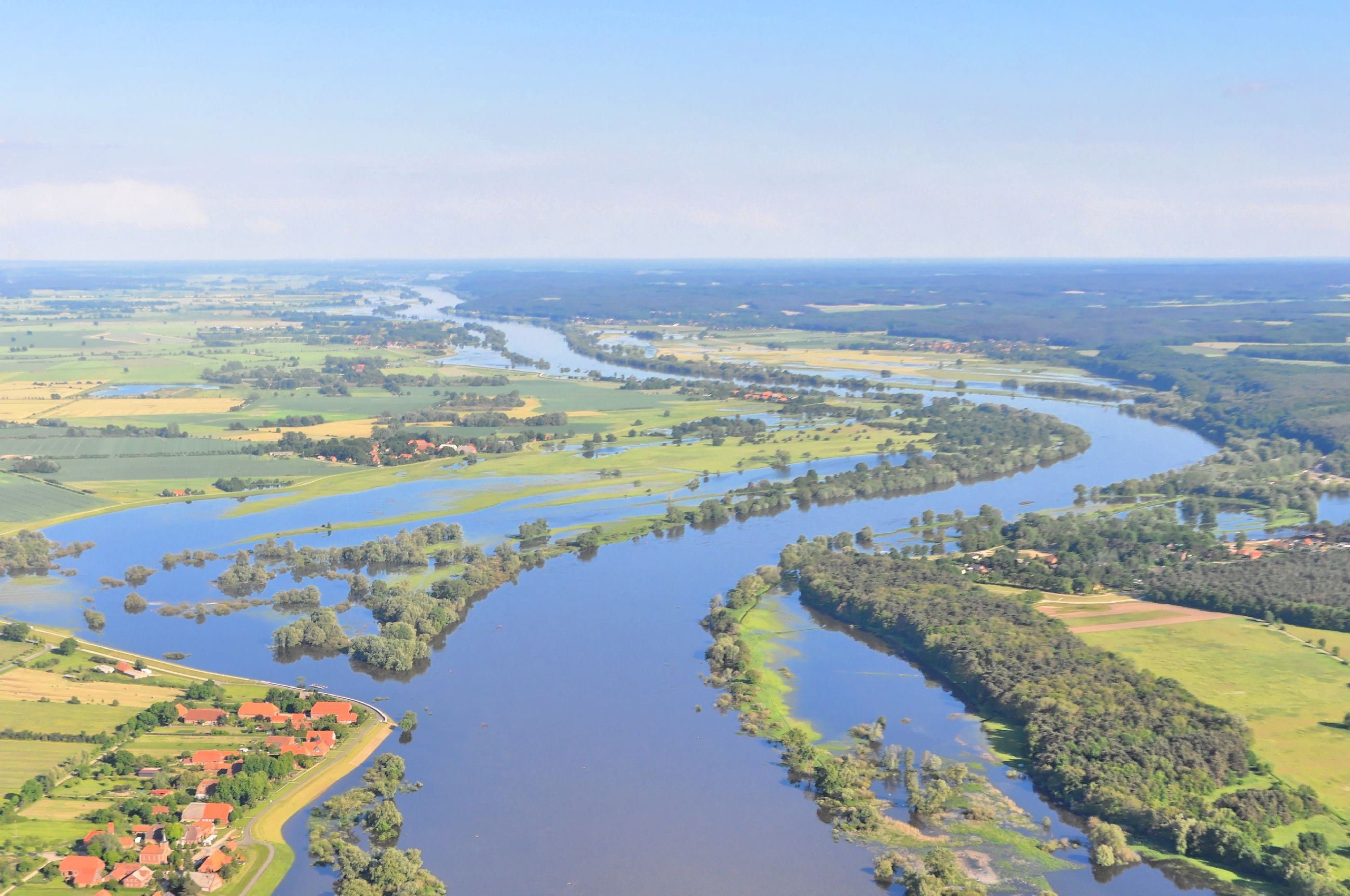
Das Elbehochwasser beim niedersächsischen Bleckede.

In Deutschland gab es Hochwasser vor allem in den Bundesländern Baden-Württemberg, Bayern, Brandenburg, Niedersachsen, Sachsen, Sachsen-Anhalt, Schleswig-Holstein und Thüringen. Zahlreiche Flüsse traten über ihre Ufer und auch andere größere deutsche Flusssysteme führten Hochwasser. In 55 Landkreisen musste Katastrophenalarm ausgerufen werden, vor allem in Bayern, Sachsen und Sachsen-Anhalt.
Die Bundeswehr war ab dem Morgen des 3. Juni 2013 an zahlreichen Orten mit über 19.000 Soldaten und Reservisten im Einsatz. Die Einsätze wurden durch das Kommando Territoriale Aufgaben der Bundeswehr geleitet.
Die regionalen Feuerwehren entsandten in der ersten Juni-Woche knapp 43.500 Einsatzkräfte in die betroffenen Gemeinden, auch aus anderen Bundesländern kam diesen Gemeinden im größten Feuerwehreinsatz der Bundesrepublik Deutschland große Unterstützung entgegen. Bis zum 9. Juni 2013 wurden über 75.000 Feuerwehrleute eingesetzt. Auch das Technische Hilfswerk war in allen Hochwassergebieten zwischen Bayern und Mecklenburg-Vorpommern im Einsatz. Neben Deichsicherungsarbeiten und Sandsackverbau bildeten technische und logistische Unterstützungsleistungen den Schwerpunkt der Arbeit. Hier waren über 16.000 THW-Einsatzkräfte in sechs Wochen rund 1.600.000 Stunden im Einsatz. Von der Deutschen Lebens-Rettungs-Gesellschaft (DLRG) waren zu Spitzenzeiten über 1600 Einsatzkräfte alleine entlang der Elbe eingesetzt. In erster Linie wurden durch Spezialkräfte wie Tauchern, Strömungsrettern, Bootsführern und Luftrettern überschwemmte Bereiche evakuiert, Versorgung über das Wasser sichergestellt sowie Notfälle im Wasser abgearbeitet.

#### Baden-Württemberg

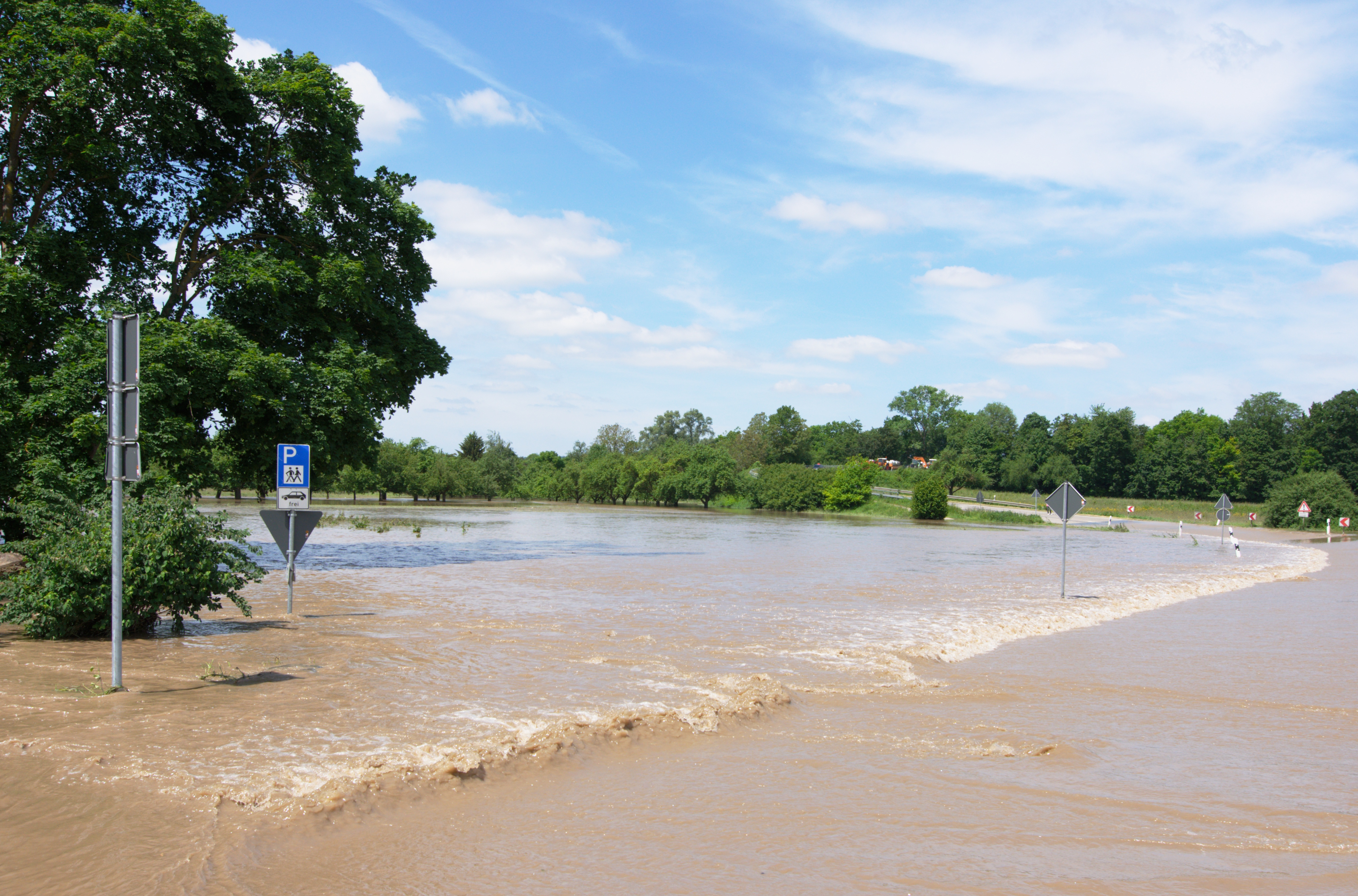
Nahe Freiberg am Neckar, 2. Juni 2013

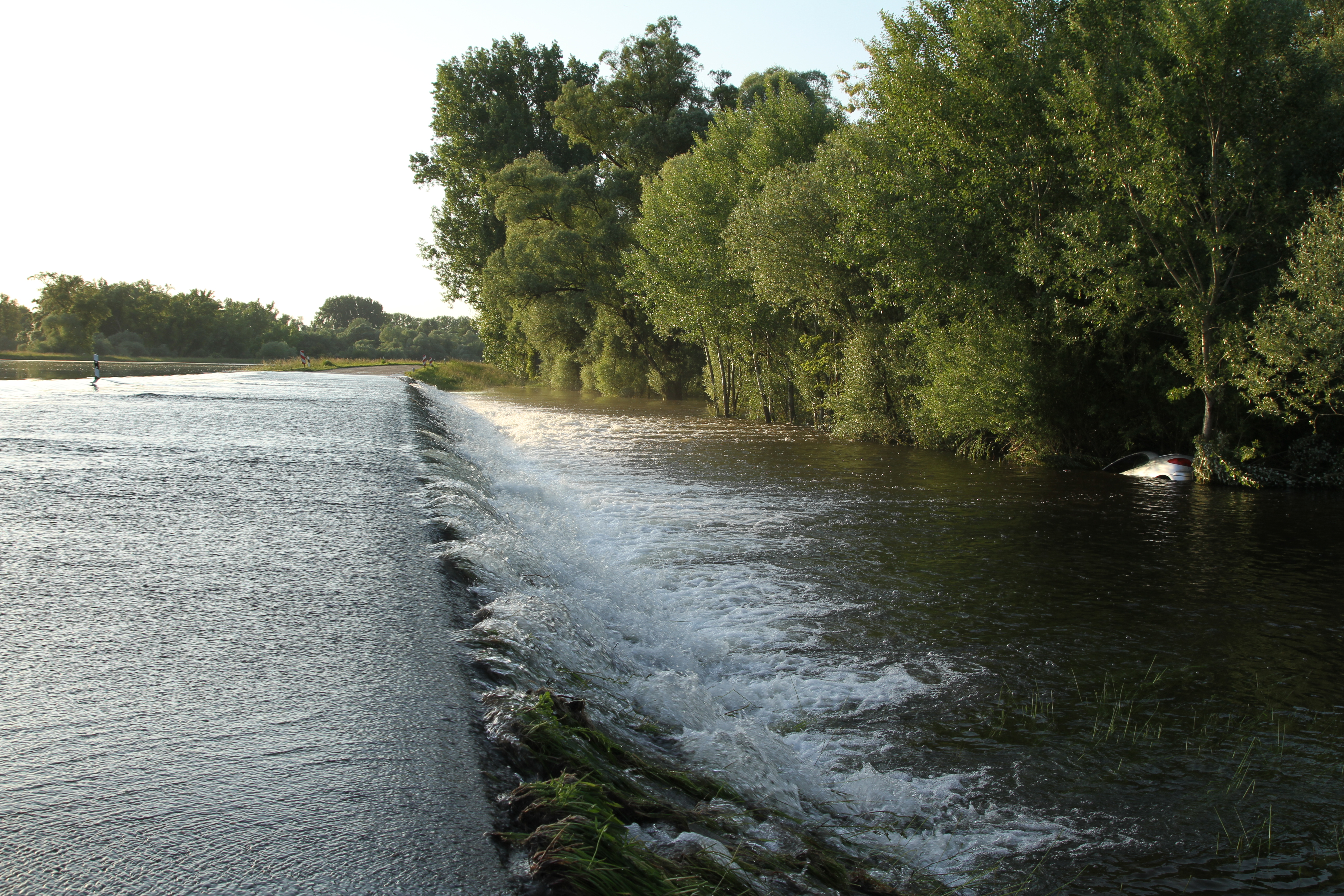
Bei Rastatt vom überfluteten Murg-Deich gespülter PKW

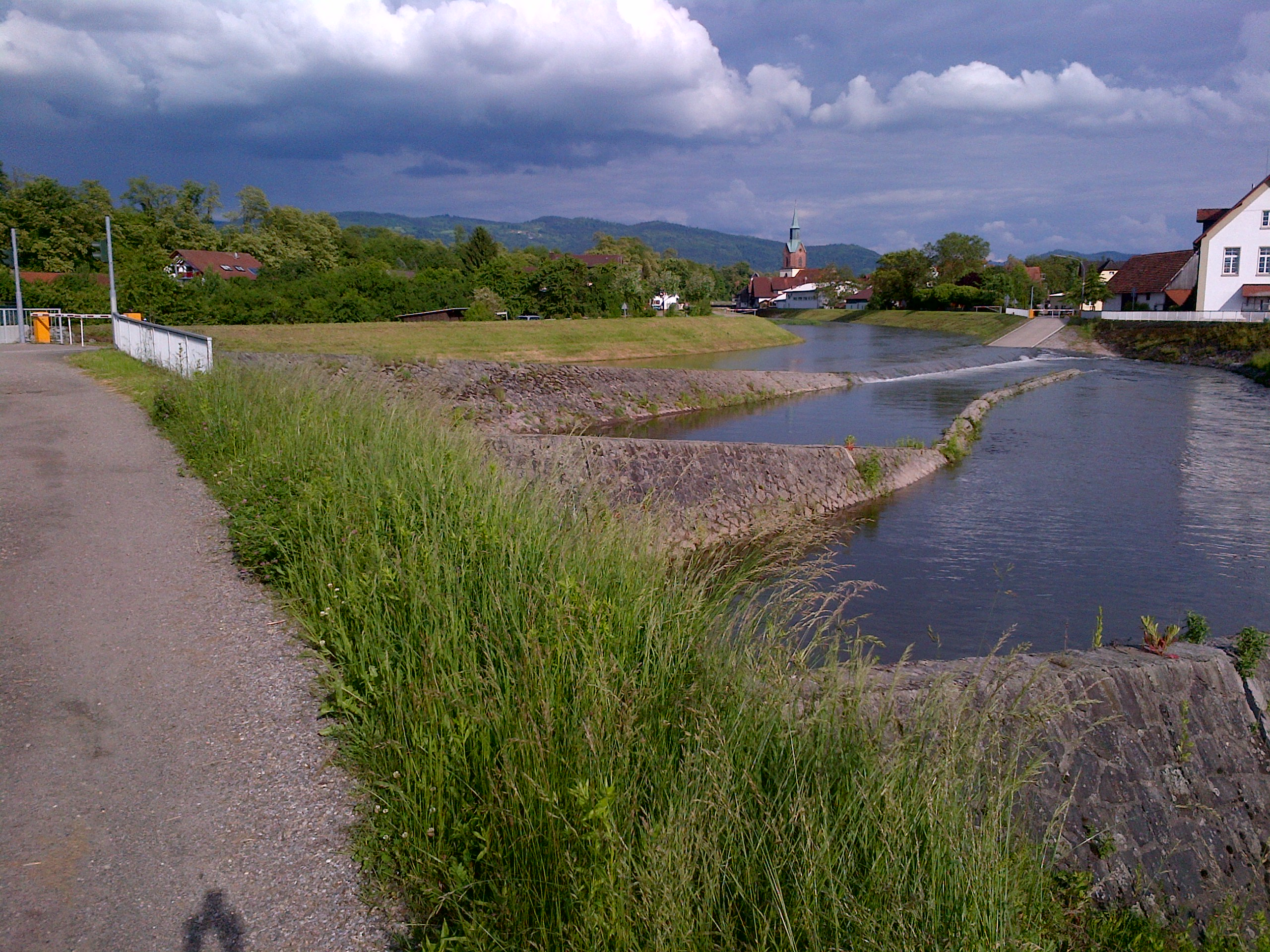
Abzweig des Renchflutkanal in Erlach bei Überflutung im Mai 2013

Dauerregen und Überschwemmungen im Bereich der Schwäbischen Alb hinterließen schwere Folgen.
Im Bereich Talheim (Landkreis Tübingen) brach an mehreren Stellen die Albkante ab; die Landstraße an der Talheimer Steige rutschte ab und war bis Jahresende gesperrt. Als Folge der starken Regenfälle brach in der Nacht zum Sonntag, dem 2. Juni 2013, bei Mössingen ein größerer Teil des Albtraufs ab. Wie schon beim Mössinger Bergrutsch 1983 rutschen seither noch weitere Hangbereiche samt Wald ab. An zahlreichen weiteren Stellen sind die Albhänge ebenfalls bereits gerutscht oder es drohten weitere Hangrutsche (Stand: 4. Juni 2013). Beispiele sind in der Nähe des Pfeffinger Skilifts, bei der Osterquelle zwischen Ebingen und Truchtelfingen nördlich des Klarahofs, im Bannwald Untereck bei Laufen sowie an der Zufahrt zum Tierberg in Lautlingen zu finden.
In Bad Urach (Landkreis Reutlingen) stürzte am 31. Mai ein Bauarbeiter bei Absicherungsarbeiten in die Elsach und starb; sein Leichnam wurde am 3. Juni 2013 zwischen Metzingen und Riederich gefunden.
Im Stadtgebiet von Reutlingen lief unter anderem eine Tiefgarage mit Wasser voll, mehrere Häuser mussten evakuiert werden.
Im Reutlinger Teilort Gönningen überflutete die Wiesaz die Produktionsanlagen einer Firma, eine Schule und eine Turnhalle.
In Bad Überkingen (Landkreis Göppingen) drohte in der Nacht auf den 2. Juni 2013 der Bruch eines durchgeweichten Dammes, wodurch der gesamte Ortskern von Bad Überkingen durch die Fils überflutet worden wäre. Ein Altenheim sowie mehrere Wohngebäude wurden vorsorglich evakuiert. Durch den unermüdlichen Einsatz von mehreren hundert Einsatzkräften und durch den Verbau von etwa 35.000 Sandsäcken, die zum Teil aus den umliegenden Landkreisen herangeschafft wurden, konnte der Damm gehalten und die Gemeinde vor der Überflutung bewahrt werden.
Bei Kirchentellinsfurt (Landkreis Tübingen) erreichte der Neckar einen Wasserstand von 5,91 m, was den höchsten je gemessenen Wert darstellt. An den Pegeln Gundelsheim und Heidelberg wurde jeweils ein gut zehnjährliches Hochwasser gemessen.
In Veringenstadt (Landkreis Sigmaringen) auf der Schwäbischen Alb flutete die Lauchert am 1. Juni 2013 Teile der Altstadt. Zur Gefahrenabwehr und zum Abpumpen der Straßenzüge wurde Großalarm ausgelöst: Feuerwehreinheiten und Kräfte des Technischen Hilfswerks aus der gesamten Region wurden zur Überlandhilfe in Bewegung gesetzt.
Auf der Bundesautobahn 8 bei Pforzheim trat die Enz am 1. Juni 2013 über die Ufer und überschwemmte einen Teil der Fahrbahn. Bei Karlsruhe waren die Bundesautobahn 5 und die Bundesstraße 10 nach Erdrutschen blockiert.
Der Rheinpegel Maxau stieg am Sonntagmittag bis auf ein Niveau von 8,69 m und erreichte damit knapp ein 10-jährliches Hochwasser. Durch die gezielte Flutung von Poldern konnte ein weiterer Anstieg verhindert werden. Bei Steinmauern, Landkreis Rastatt, wurde ein PKW auf einem überspülten Deichabschnitt der Murg weg gespült. Die vier Fahrzeuginsassen konnten auf das Fahrzeugdach klettern und wurden durch die DLRG und durch die Feuerwehr gerettet. Dabei kenterte ein Boot der Feuerwehr.

#### Bayern

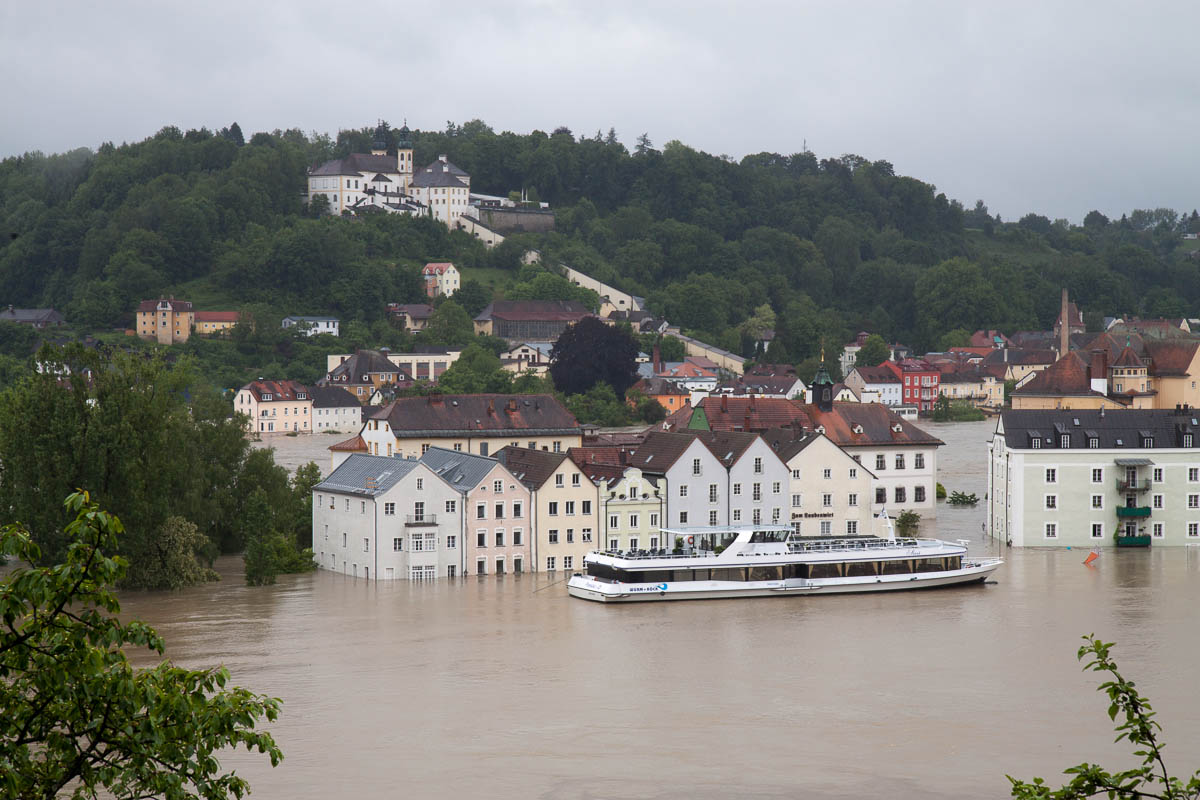
Passau, 3. Juni 2013

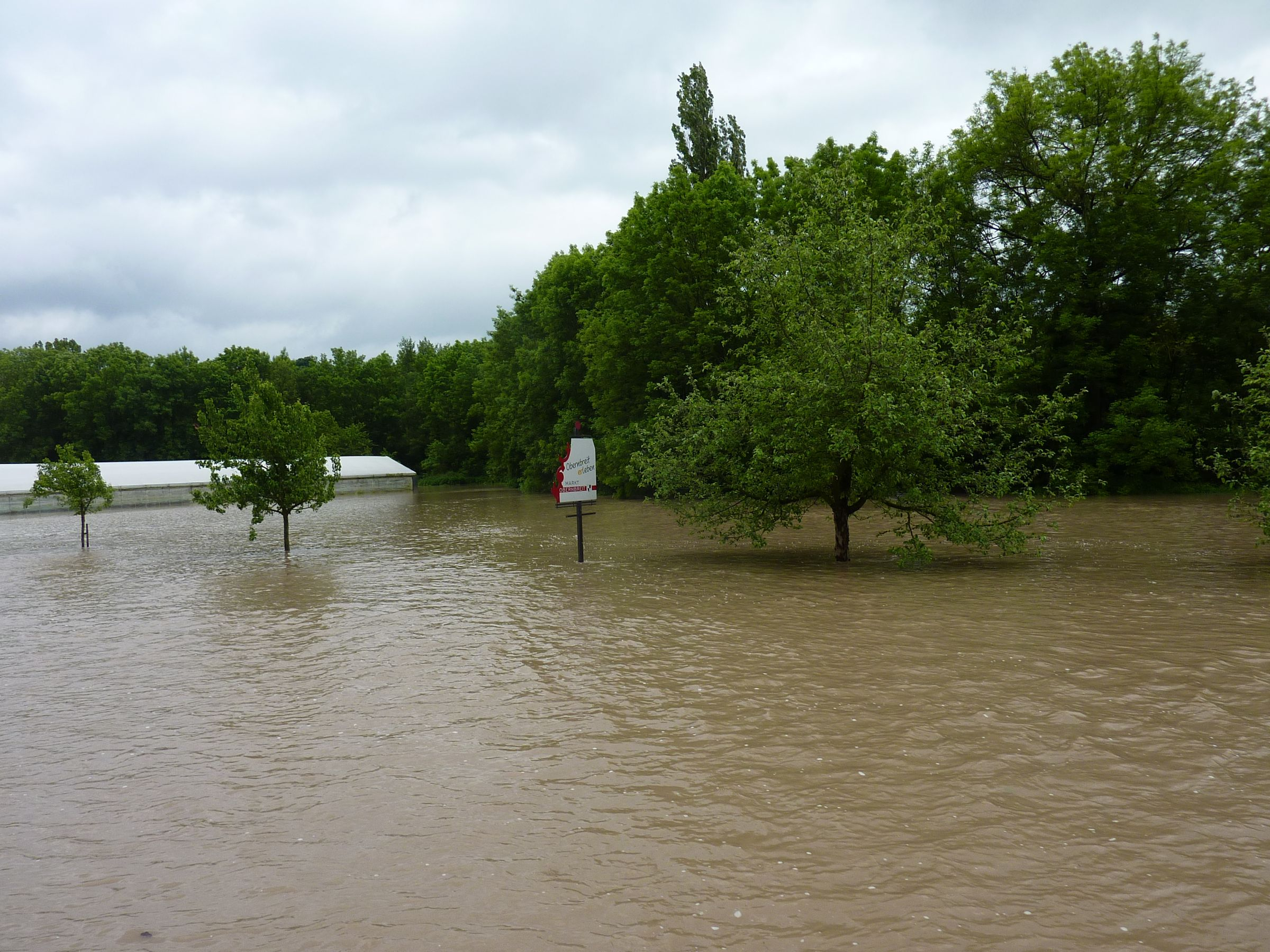
Marktbreit, 31. Mai 2013

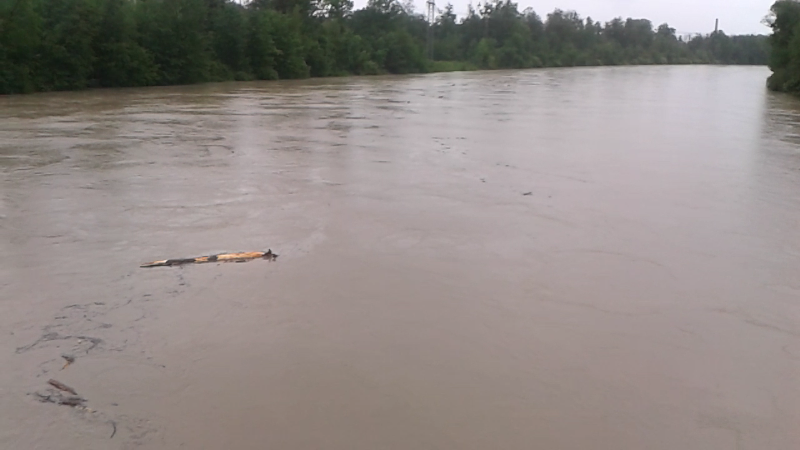
Inn in Neubeuern

In Passau kam es mit einem Rekordpegel von 12,89 m am Abend des 3. Juni, der primär durch eine Flutwelle des Inns entstand, zur schwersten Überschwemmung seit fünfhundert Jahren. Auch kleinere Donauzuflüsse führten extremes Hochwasser.
Ein Jahr nach dem Hochwasser wurde der Schaden für das Stadtgebiet Passau auf 241 ha, 1186 überflutete Gebäude, 7155 betroffene Bewohner und 190 Millionen Euro Schäden beziffert; dennoch ließen diese Zahlen laut Oberbürgermeister Jürgen Dupper das gesamte Ausmaß der Katastrophe »nur erahnen«.
In Schrobenhausen beispielsweise erreichte die Paar einen bisher nicht dagewesenen Höchststand.
In Rosenheim wurde am Vormittag des 2. Juni 2013 Katastrophenalarm ausgelöst, als ein Damm der Mangfall zu brechen drohte. Teile der Stadt wurden evakuiert. In der Nacht zum 3. Juni wurde der Mangfalldamm in Kolbermoor bis Rosenheim südseitig überschwemmt und überflutete Teile von Kolbermoor sowie die Rosenheimer Ortsteile Schwaig und Oberwöhr. Die Autobahn 8 wurde bei der Ausfahrt Grabenstätt durch die Tiroler Ache am 2. Juni vollständig überflutet und war erst ab dem Nachmittag des 5. Juni wieder befahrbar. Die Bahnstrecken München–Rosenheim, Rosenheim–Salzburg und die Strecke in Richtung Innsbruck wurden an mehreren Stellen unterbrochen. Bei Freilassing trat die Saalach auf einer Länge von mehreren hundert Metern über die Dämme und überflutete Teile der Stadt. Um in der Region Südbayern eine schnelle Hilfe zu ermöglichen, wurden in Neubeuern über 300 Rettungskräfte aus Tirol und verschonten Teilen Bayerns stationiert. Von dort aus rückten sie zu den Brennpunkten Bayerns aus.
Entlang der Iller kam es im Allgäu zu eher kleinen, nicht dramatischen Überschwemmungen ohne große Schadenssummen. Örtlich überstiegen kleine Bäche ihre Ufer. In Kempten (Allgäu) erreichte die Iller vormittags am 2. Juni einen Pegel von 5,3 Metern, schaffte aber nicht die Meldestufe 4. Es kam dort zu niedrigen Überschwemmungen entlang der nicht durch Hochwasserschutzmauern versehenen, teils bebauten Flächen entlang der Iller. Die Zugverbindung von Kempten nach Immenstadt im Allgäu war zeitweise, wegen Gefährdung der Fahrgäste durch unterspülte Gleise und mögliche Erdrutsche, unterbrochen.
Durch das Hochwasser im Landkreis Deggendorf brach am 4. Juni aufgrund des Rückstaus der Donau ein Damm an der Isar bei Deggendorf und überschwemmte die Ortsteile Fischerdorf und Natternberg, am selben Tag wurde durch einen Donau-Dammbruch bei Winzer im Landkreis Deggendorf ein großer Teil von Niederalteich überflutet. Mehr als 6000 Menschen wurden im Landkreis Deggendorf vorher aufgerufen, ihre Häuser zu verlassen, oder wurden im Notfall evakuiert. Weitere Dammbrüche im Kreis Deggendorf konnten durch die Einsatzkräfte mit Hilfe der örtlichen Bevölkerung verhindert werden. Die Autobahn 3 zwischen Deggendorf und Hengersberg sowie die Autobahn 92 zwischen Deggendorf und Plattling wurden wegen Überflutung jeweils in beiden Fahrtrichtungen gesperrt. Die A3 wurde erst nach 11 Tagen Vollsperrung am 15. Juni wieder für den Verkehr freigegeben.
Auch in Regensburg wurde vorsorglich die Evakuierung von 2000 Bürgern vorbereitet. Die Bahnstrecke Nürnberg–Regensburg war aufgrund unterspülter Gleise unterbrochen. Das Gebiet um Kelheim mitsamt dem Kloster Weltenburg war ebenfalls stark betroffen.

#### Brandenburg
Am 4. Juni wurde auch für einige Gebiete in Brandenburg, an der Spree, an der Schwarzen Elster und an der Mittleren Elbe die Hochwasserwarnstufe 4 ausgerufen. Um ein Überlaufen der Talsperre Spremberg zu verhindern, wurde verstärkt Wasser in die Spree abgelassen, was zu einer intensiven Verfärbung durch Eisenschlamm geführt hat. Die Talsperre Spremberg nimmt normalerweise einen Großteil der Abwässer aus dem Lausitzer Braunkohletagebau auf.
Vor allem in der Kleinstadt Mühlberg wurden tagelang Dämme von bis zu 11 Metern Höhe errichtet, um ein erwartetes Hochwasser von der Stadt fernzuhalten. Dennoch wurden die Bewohner der Sicherheit halber angewiesen, ihre Häuser zu verlassen. Bis zum 8. Juni haben knapp 75 % der über 4300 Einwohner die Stadt verlassen. Zuletzt stand die Elbe bei 9,62 m.

#### Hessen
Bei Biblis war auf einer Länge von 650 Metern wegen Sanierungsarbeiten ein Damm abgetragen, wodurch die Weschnitz die Stadt zu überfluten drohte. Im größten Einsatz von Feuerwehr, THW und anderen Hilfsorganisationen im Landkreis seit über 35 Jahren wurde innerhalb von 72 Stunden die Lücke mit 80.000 Sandsäcken geschlossen. Außerdem wurde ein Leck bei Biblis-Wattenheim mit einem Damm umbaut und der Polder bei Lorsch geöffnet, wodurch größere Schäden verhindert wurden.
In Mainz-Kastel wurde die Anlage der Reduit-Kaserne überschwemmt.

#### Mecklenburg-Vorpommern
Im Landkreis Ludwigslust-Parchim wurden zwei Millionen Sandsäcke zum Hochwasserschutz verbaut. Bei Neu Kaliß fand eine Aufkadung mit 15 Schichten Sandsäcken statt.

#### Niedersachsen

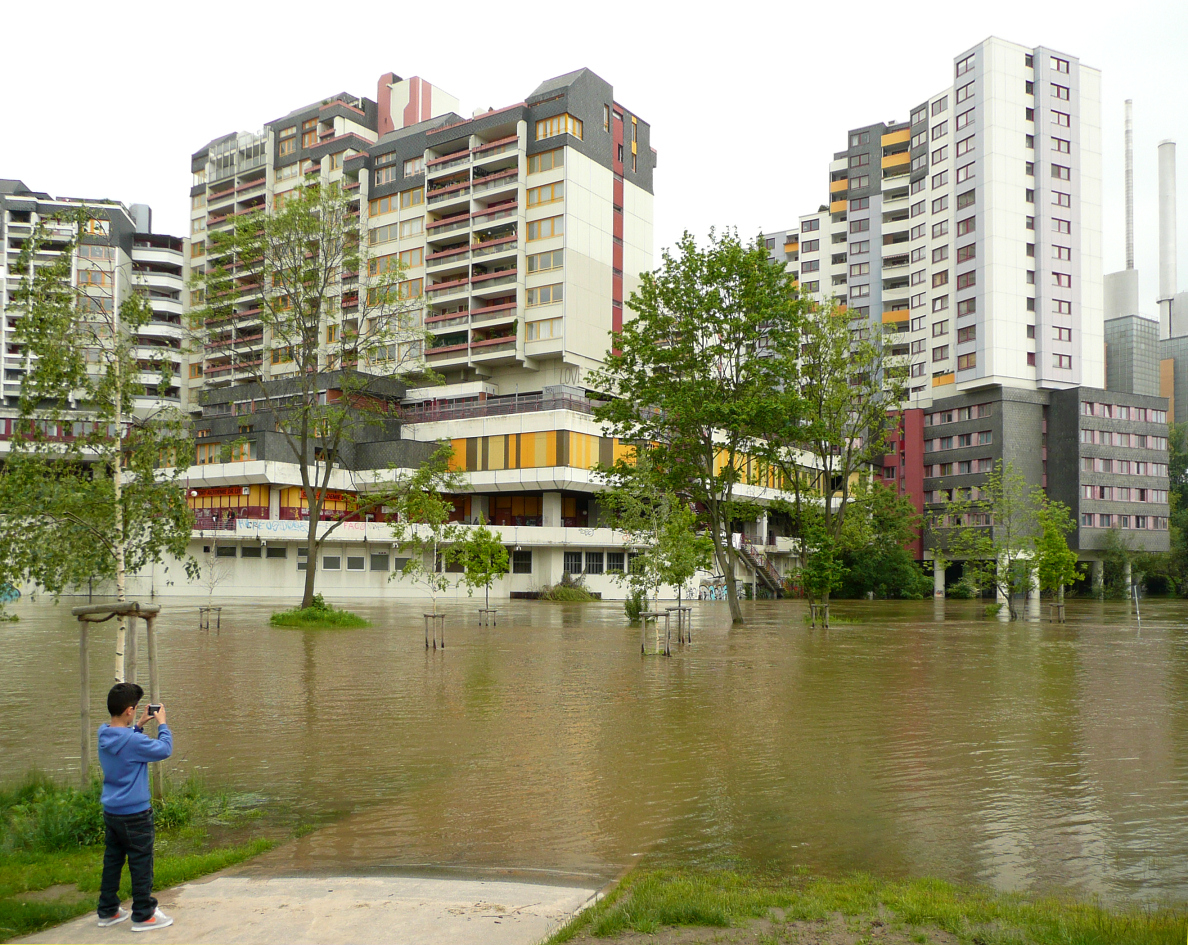
Hochwasser der Ihme in Hannover am Ihme-Zentrum, 30. Mai 2013

Ab 25. Mai 2013 kam es in Niedersachsen zu heftigen Niederschlägen, die mehrere Tage andauerten und ein regionales Hochwasser verursachten. Betroffen war vor allem das Einzugsgebiet von Aller, Leine, Oker und Weser. Infolgedessen starb am 30. Mai 2013 in Hannover eine Frau, nachdem sie im Überschwemmungsgebiet der Leine im Stadtteil Stöcken beim Passieren einer überschwemmten Straße von der Strömung mitgerissen worden war.
Am 4. Juni 2013 wurde im Landkreis Lüchow-Dannenberg der Katastrophenfall festgestellt. Mittels Sandsäcken aus der Sandgrube bei Tramm fand an der Elbe eine Aufkadung der Deiche vor dem Eintreffen der Höchststände statt.
Während der Hochwasserlage waren in den Landkreisen Lüneburg und Lüchow-Dannenberg sowie in anderen Bereichen Niedersachsens etwa 20.000 haupt- und ehrenamtliche Einsatzkräfte sowie freiwillige Helfer tätig. Im Juli 2013 gab die Niedersächsische Landesregierung bekannt, Hochwasserfluthelfer mit der Hochwasser-Medaille 2013 des Landes Niedersachsen auszuzeichnen.

#### Nordrhein-Westfalen
Die Jahrhunderthochwasser in Köln in den Jahren 1926, 1993 und 1995 übertrafen jeweils die Marke von 10 Metern. Bei diesem Ereignis wurde am Pegel Köln am 5. Juni lediglich ein unkritischer Höchststand von 7,64 m erreicht. Unterhalb von Kaub in Rheinland-Pfalz konnte eine Einstellung der Rheinschifffahrt aufgrund der sich abflachenden Hochwasserwelle vermieden werden.

#### Rheinland-Pfalz

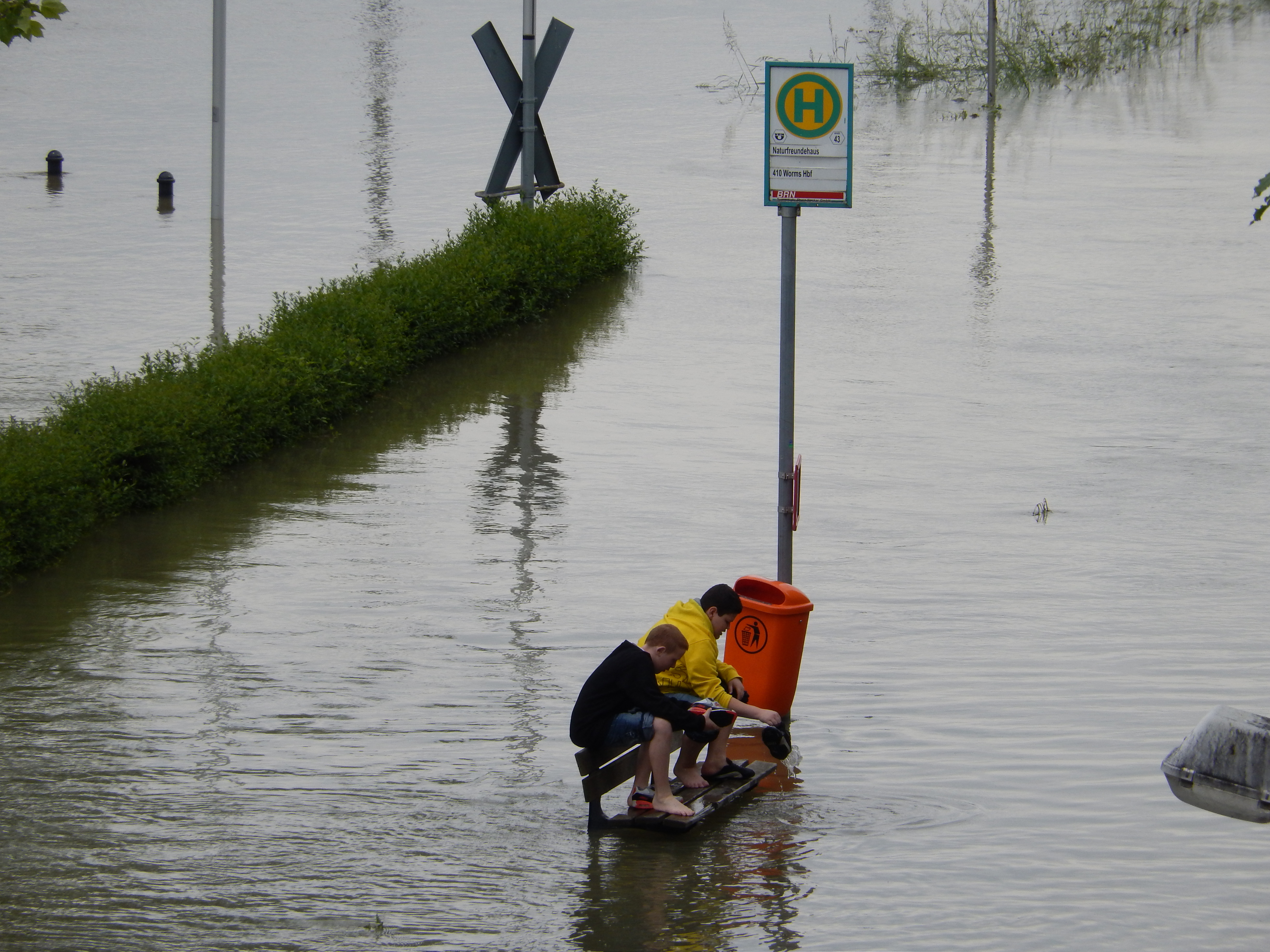
Überflutete Bushaltestelle in Worms, 3. Juni 2013

Am Mittelrhein trat der Fluss über die Ufer und setzte Teile der Altstädte mehrerer Orte unter Wasser, darunter Boppard, St. Goar und Oberwesel. Die Hochwasserstände zählten zu den zehn höchsten jemals gemessenen. Auch am Oberrhein wurden sehr hohe Pegelstände gemessen, etwa in Mainz, Oppenheim, Worms, Ludwigshafen am Rhein und Speyer. In den Verbandsgemeinden Nierstein-Oppenheim und Guntersblum wurden erstmals seit 25 Jahren Dammwachen zum Schutz von Dämmen eingesetzt. In Ludwigshafen am Rhein wurde das Gelände des Festivals des deutschen Films überflutet.
Am 4. Juni um 4:30 Uhr wurde der Polder Ingelheim geflutet, um einem Anstieg des Rheins entgegenzuwirken.

#### Sachsen

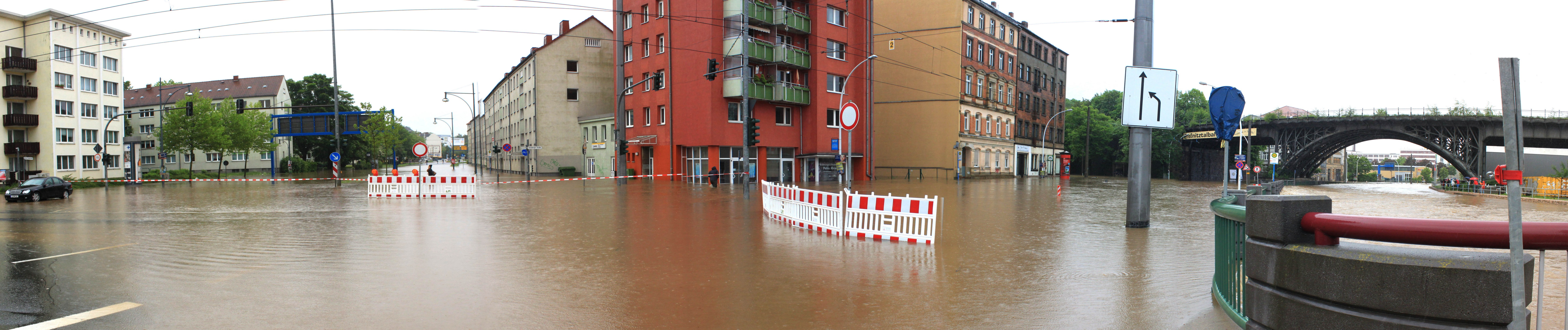
Chemnitz, 2. Juni 2013

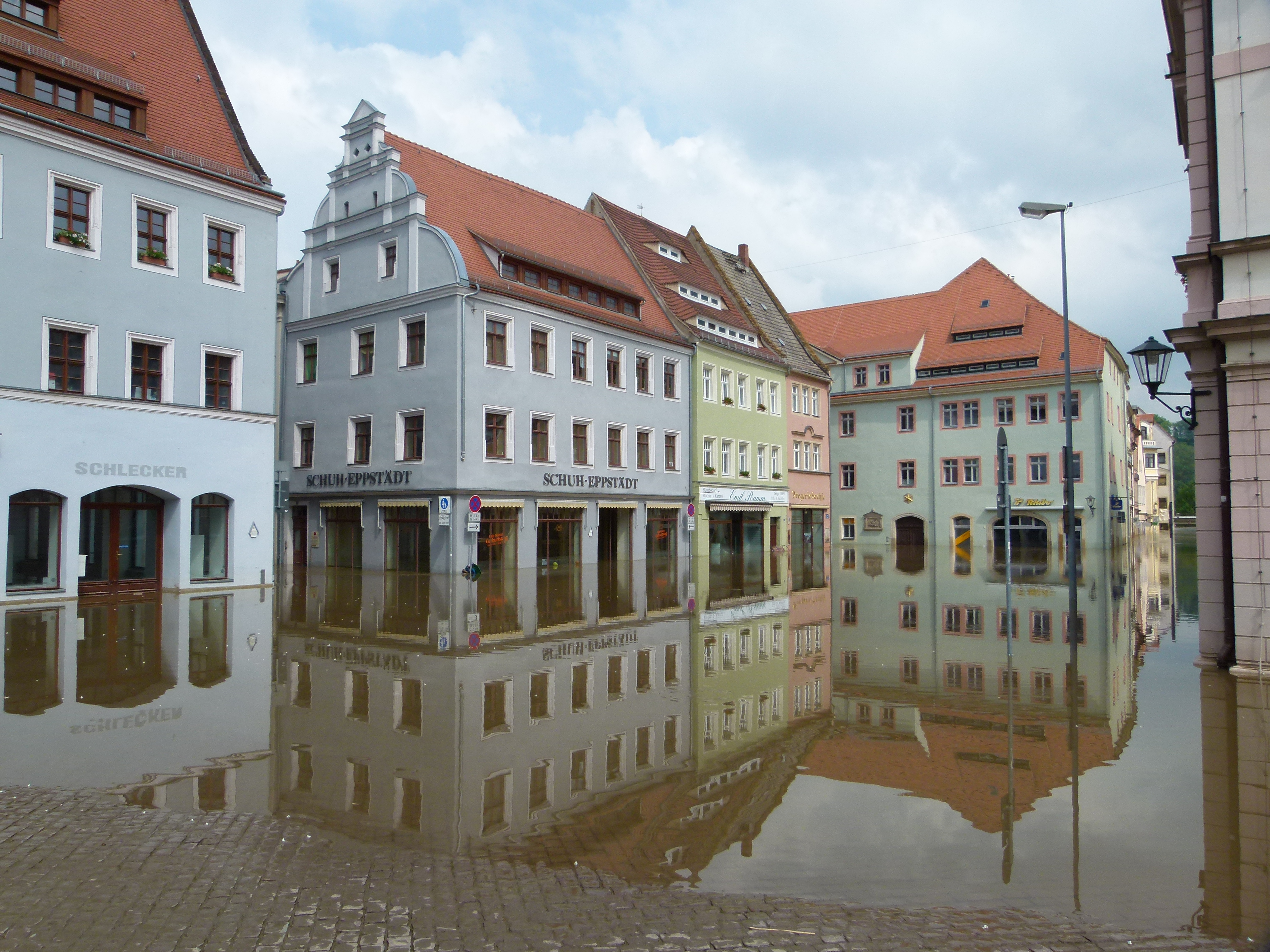
Pirna, 7. Juni 2013

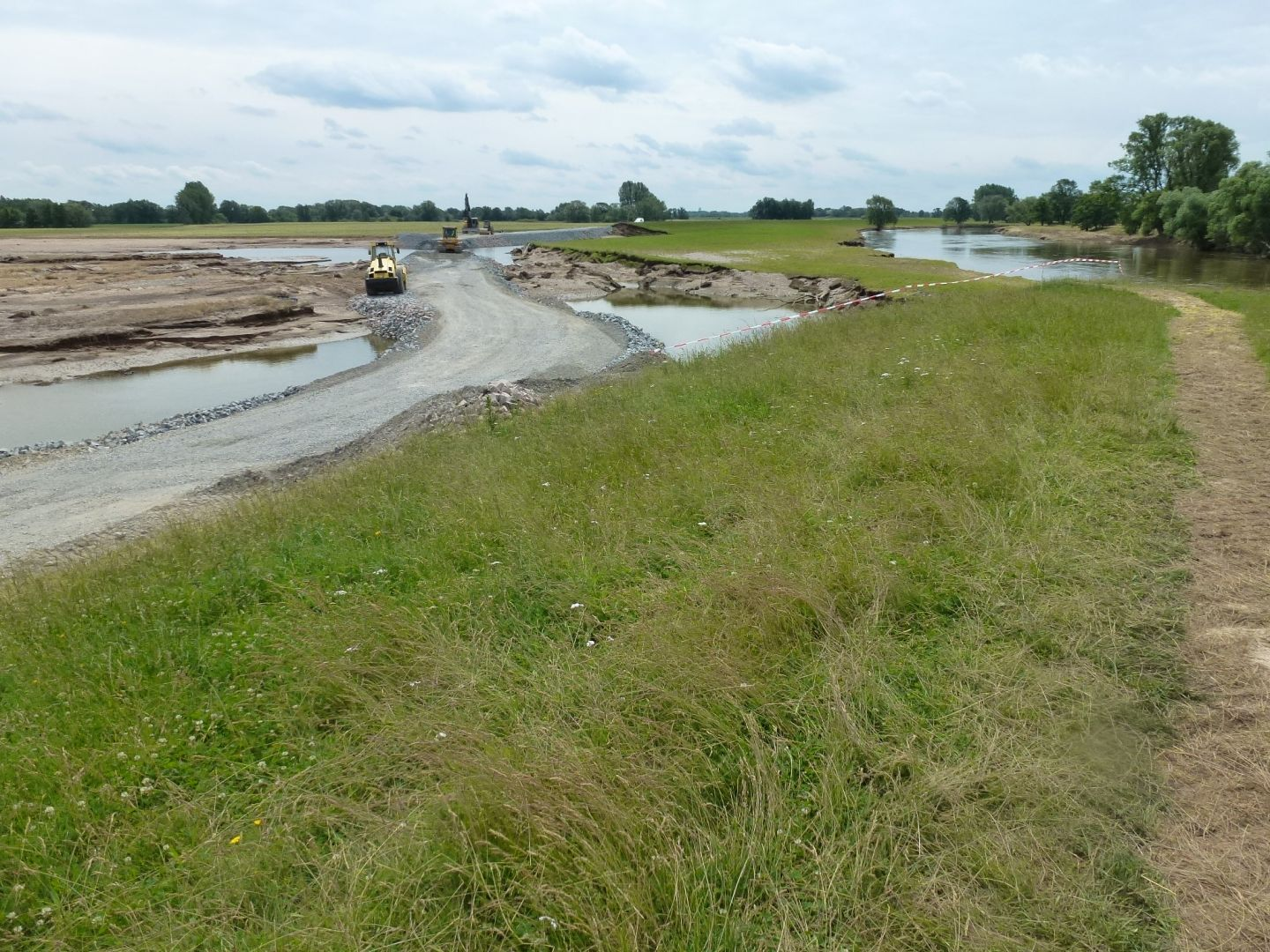
Reparatur des Mulde-Dammbruchs oberhalb Grunas, 16. Juni 2013

Besonders vom Hochwasser betroffen war zunächst vor allem Westsachsen. Hier erreichten die Freiberger und Zwickauer Mulde, die Vereinigte Mulde, die Pleiße und die Weiße Elster die Warnstufe 4 (Hochwasserabwehr). Teile der Gemeinden Colditz, Döbeln, Grimma, Trebsen und Bennewitz sowie der Zwickauer Ortsteil Schlunzig wurden evakuiert. In Eilenburg wurde die Innenstadt evakuiert, etwa 7000 Menschen anderweitig untergebracht. Die Talsperren Pirk und Eibenstock liefen am 2., einige weitere Talsperren und Speicherbecken im Vogtland, Mittleren Erzgebirge, Oberen Elbtal und der Oberlausitz am 3. Juni 2013 über. In Sachsen wurde nach Überschreiten der Hochwasserstufe 4 in den drei kreisfreien Städten Chemnitz, Leipzig und Dresden sowie in weiteren sieben Landkreisen des Freistaates Katastrophenalarm ausgelöst. Während in Aue der Hochwasserschutz noch ausreichte, waren fast alle muldeabwärts gelegenen Ortschaften vom Hochwasser betroffen. Teile von Wilkau-Haßlau, Zwickau, Glauchau, Wechselburg, Rochlitz, Colditz und Grimma standen unter Wasser. Auch Döbeln an der Freiberger Mulde sowie Chemnitz, Flöha und Frankenberg an den Nebenflüssen waren erheblich betroffen. Verzögerungen durch Prozesse und Bürgerproteste haben vielerorts dazu geführt, dass die als Folge aus dem 2002-Hochwasser geplanten Hochwasserschutzmaßnahmen (noch) nicht umgesetzt waren. Dagegen bewährte sich das Einleitbauwerk der Weißen Elster in den Zwenkauer See, das erst knapp einen Monat vorher eingeweiht worden war.
Am Nachmittag des 3. Juni erreichten auch die Pegelstände der Elbe in Schöna und Riesa sowie die Große Röder in Großdittmannsdorf und die Lausitzer Neiße in Görlitz die Hochwasserwarnstufe 4. Entlang der Elbe wurden die Orte Königstein, Schmilka und Postelwitz sowie Gohlis, ein Vorort von Dresden, evakuiert. Am 4. Juni entspannte sich die Hochwasserlage in Westsachsen langsam, die Pegel an Weißer Elster und den beiden Mulden sanken deutlich. Nur an den Pegelmessstellen um Leipzig an Parthe, Weißer Elster und der Vereinigten Mulde wurde weiterhin Hochwasserwarnstufe 4 ausgerufen. Dagegen stieg der Elbpegel weiter an und überstieg in Schöna am 4. Juni um 12 Uhr die Neun-Meter-Marke. In Torgau wurde am 5. Juni die Hochwasserwarnstufe 4 ausgerufen und am 7. Juni die Neun-Meter-Marke überschritten. In Dresden stand die Elbe über acht Meter hoch, hier waren viele elbnahe Stadtteile wie Pillnitz, Laubegast und Gohlis von Überschwemmungen betroffen. Die Städte Königstein und Pirna sowie Teile von Radebeul und die Altstadt von Meißen wurden überflutet.
Am 5. Juni mussten in Nordsachsen wegen eines überlaufenden Sees mehrere Dörfer zwangsevakuiert werden. Vor allem in der am Seelhausener See gelegenen Gemeinde Löbnitz und deren Ortsteil Sausedlitz sei die Gefahr von Überschwemmungen und Erdabbrüchen sehr groß gewesen. Zur Entlastung des Seelhausener Sees wurden an der Mulde bereits zwei Dämme gesprengt, um ein weiteres Volllaufen sowie eine Überschwemmung des ungeschützten Bitterfeld zu verhindern. In Dresden musste eine Sporthalle geflutet werden, um ein Aufschwemmen von unten zu verhindern. Nach dem Überlaufen eines Dammes wurden im Ortsteil Gohlis zudem knapp 600 Menschen in Sicherheit gebracht.
Im Landkreis Sächsische Schweiz-Osterzgebirge mussten am 6. Juni über 11.000 Menschen in Sicherheit gebracht werden, als am Pegel Schöna an der Grenze zur Tschechischen Republik die Marke von zehn Metern überschritten wurde. In den Morgenstunden wurde zudem auf der Bahnstrecke Děčín–Dresden-Neustadt zwischen Dolní Žleb und Heidenau der Schienenpersonennahverkehr eingestellt. Im Hafen Děčín lösten sich mehrere Gastanks und Verladecontainer, die zum Teil auch unter der Wasseroberfläche elbabwärts trieben.
Am Mittag des 6. Juni wurde in Dresden der Scheitelwert der Elbe mit 8,76 m erreicht, anschließend blieb der Pegel noch tagelang auf hohem Niveau. Zwischen Nünchritz und der Riesaer Straßenbrücke strömte ab einem Pegel von 880 cm (der Scheitel betrug dann 932 cm) an mehreren Stellen Wasser über den rechten Elbdeich, der bei Zeithain-Moritz dann brach. Die B 169 wurde überflutet. Im Hochwasserscheitel dürfte ein Achtel des geschätzten Durchflusses von 4000 m³/s landseitig geströmt sein, einem früheren Elbarm folgend.
Über den Landkreis Mittelsachsen zogen am 8. und 9. Juni starke Gewitter hinweg, die begünstigt durch den bereits wassergesättigten Boden nochmals für erhebliche Überschwemmungen sorgten.
Starke Niederschläge haben am 9. Juni insbesondere in Ostsachsen Flüsse und Bäche sprunghaft ansteigen lassen. Das Landwasser stieg in Oderwitz innerhalb von einer Stunde von 60 Zentimeter auf 2,55 Meter. Kurzzeitig galt Hochwasseralarmstufe 4. Die Bahnstrecke Görlitz–Dresden wurde an mehreren Stellen unterspült und gesperrt.

#### Sachsen-Anhalt

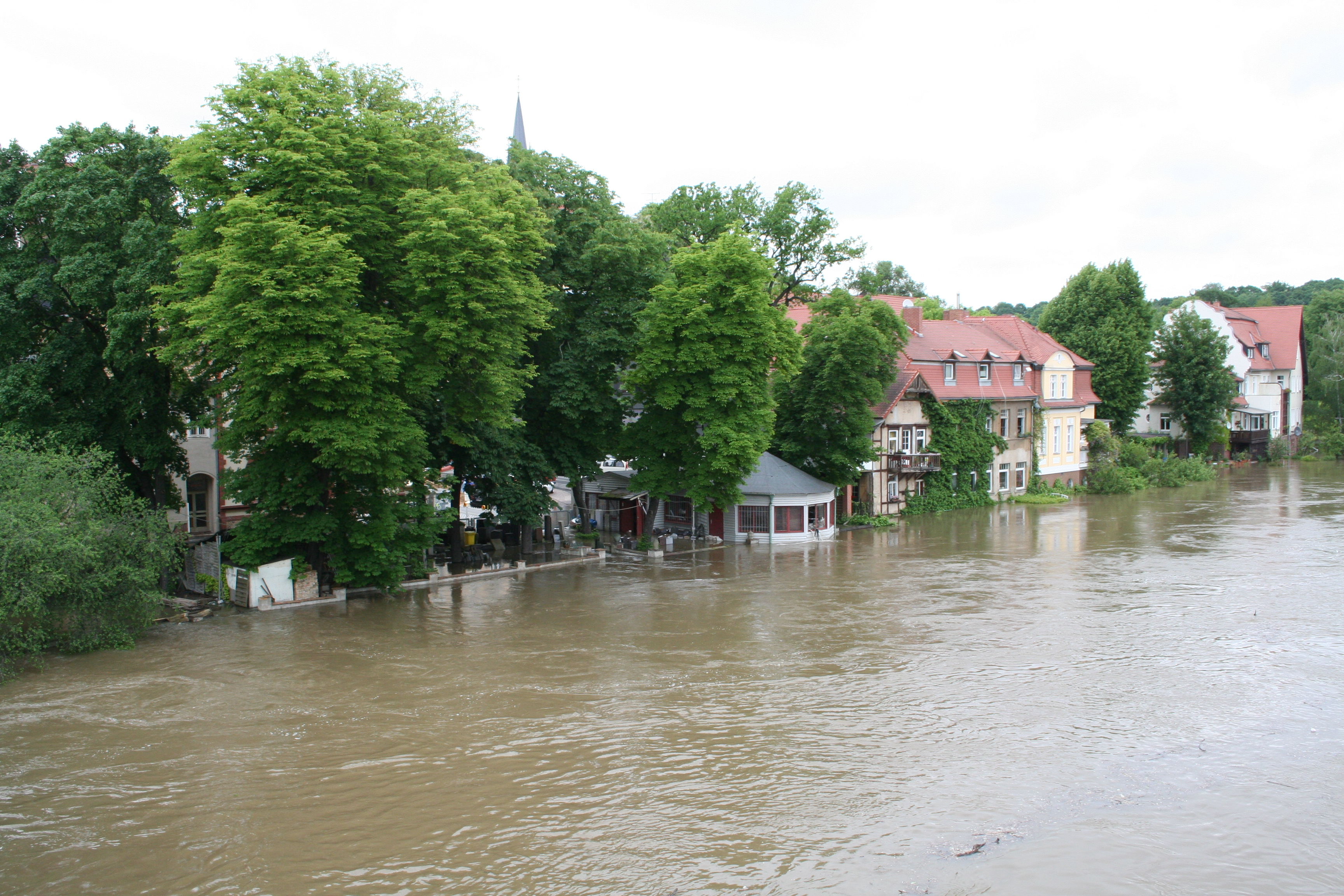
Hochwasser in Halle-Kröllwitz am 3. Juni 2013

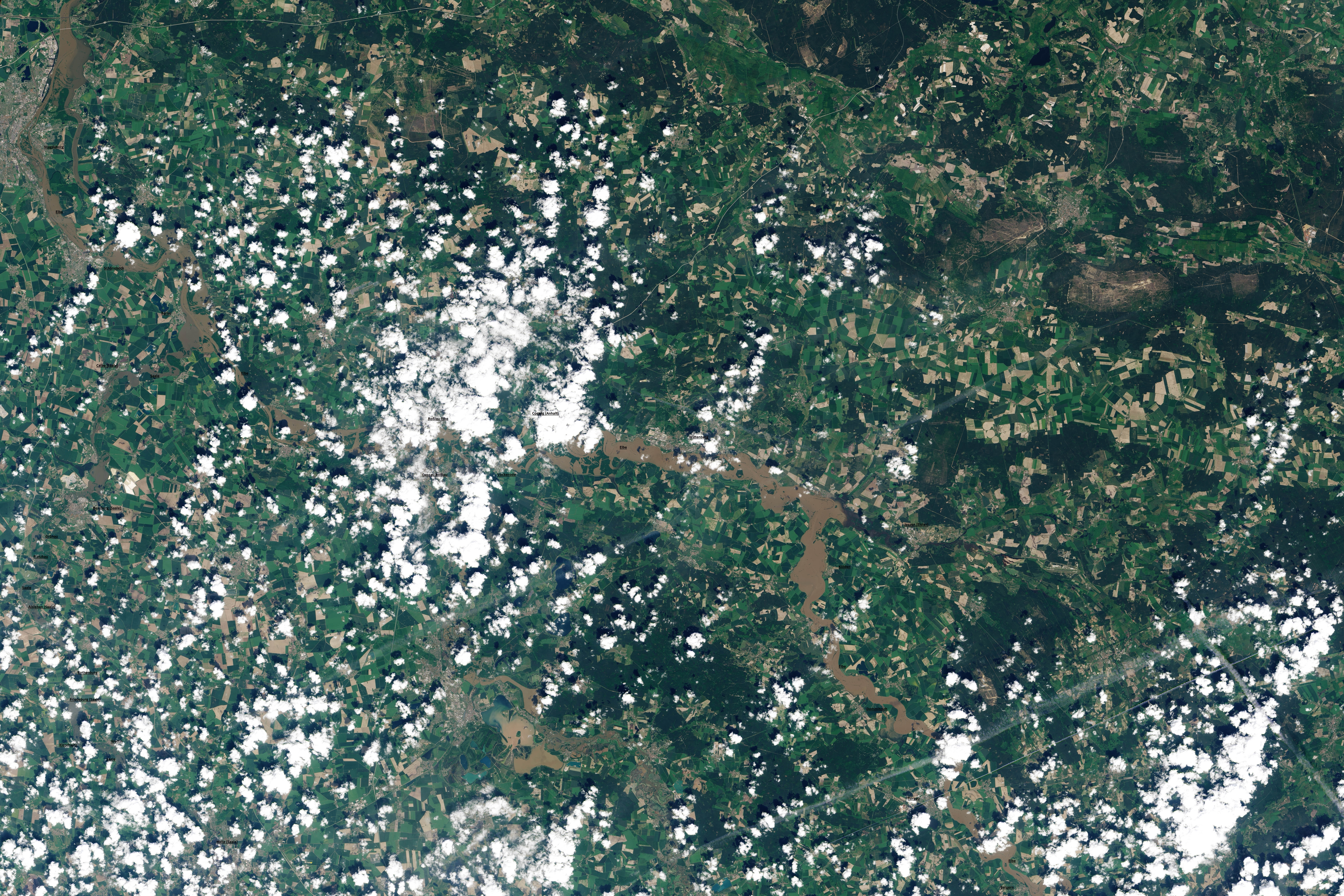
Satellitenaufnahme vom Hochwasser der Flüsse Elbe und Saale am 7. Juni 2013

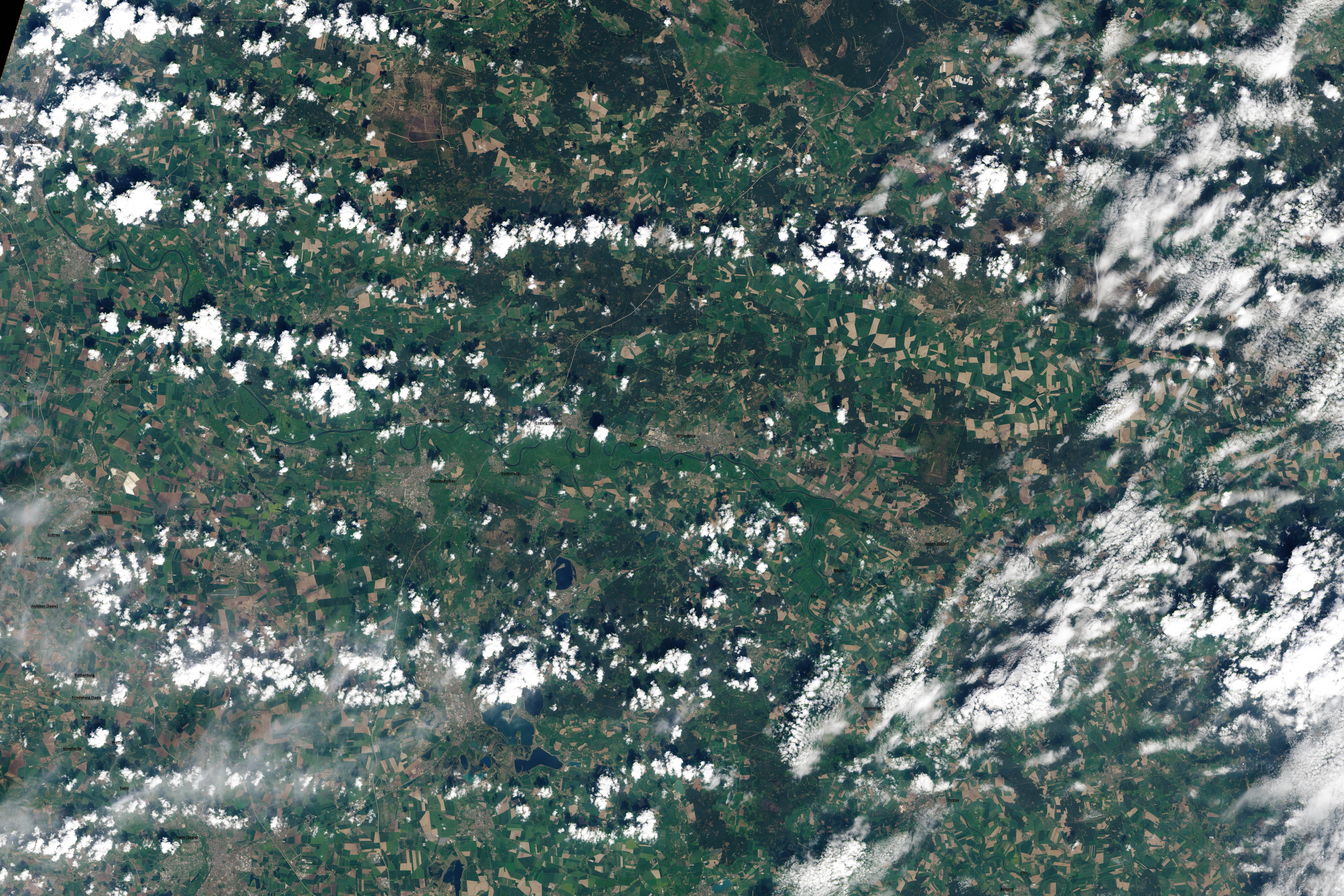
Satellitenaufnahme der Flüsse Elbe und Saale am 6. Mai 2013

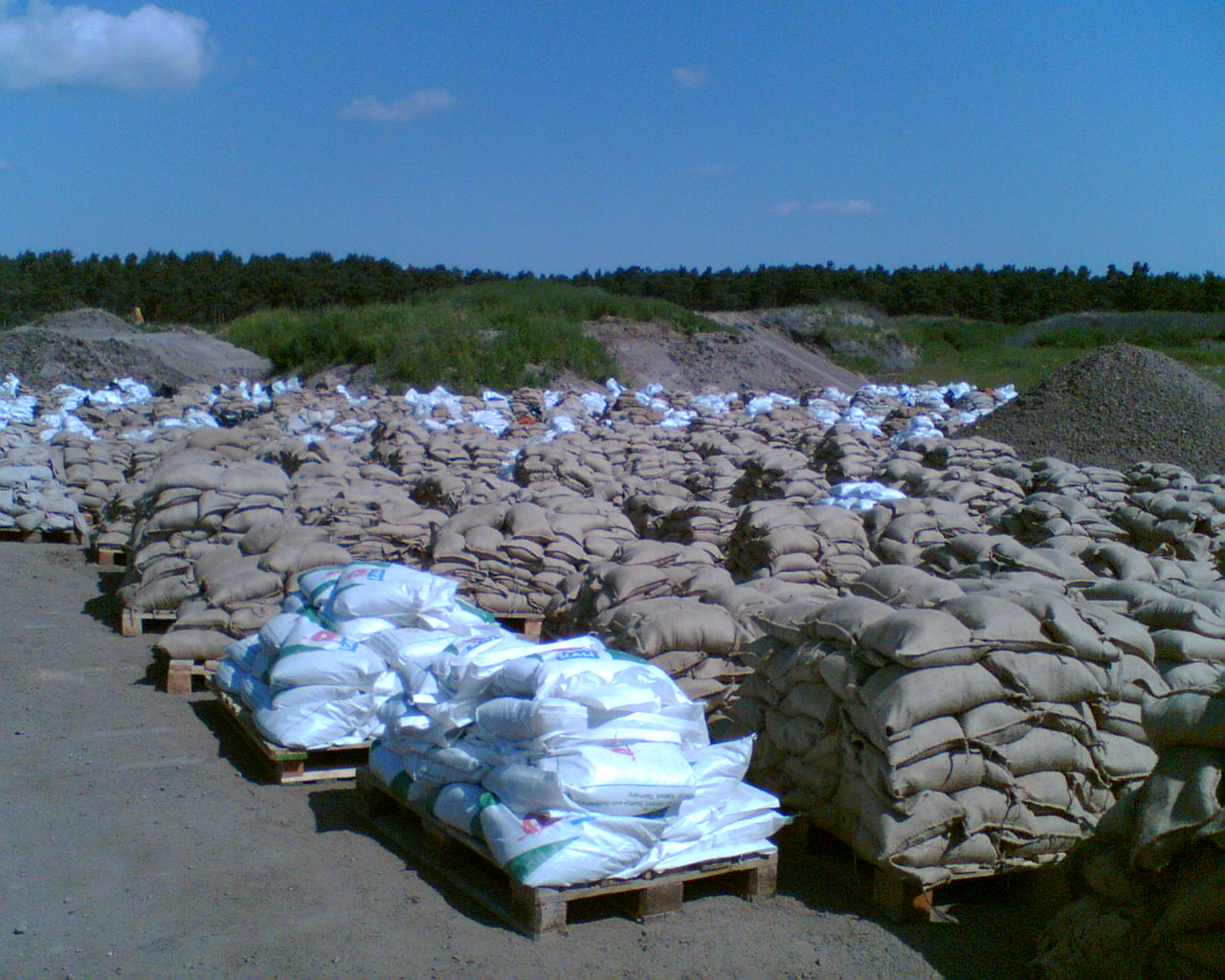
Sandsäcke im Bereitstellungsraum Farsleben

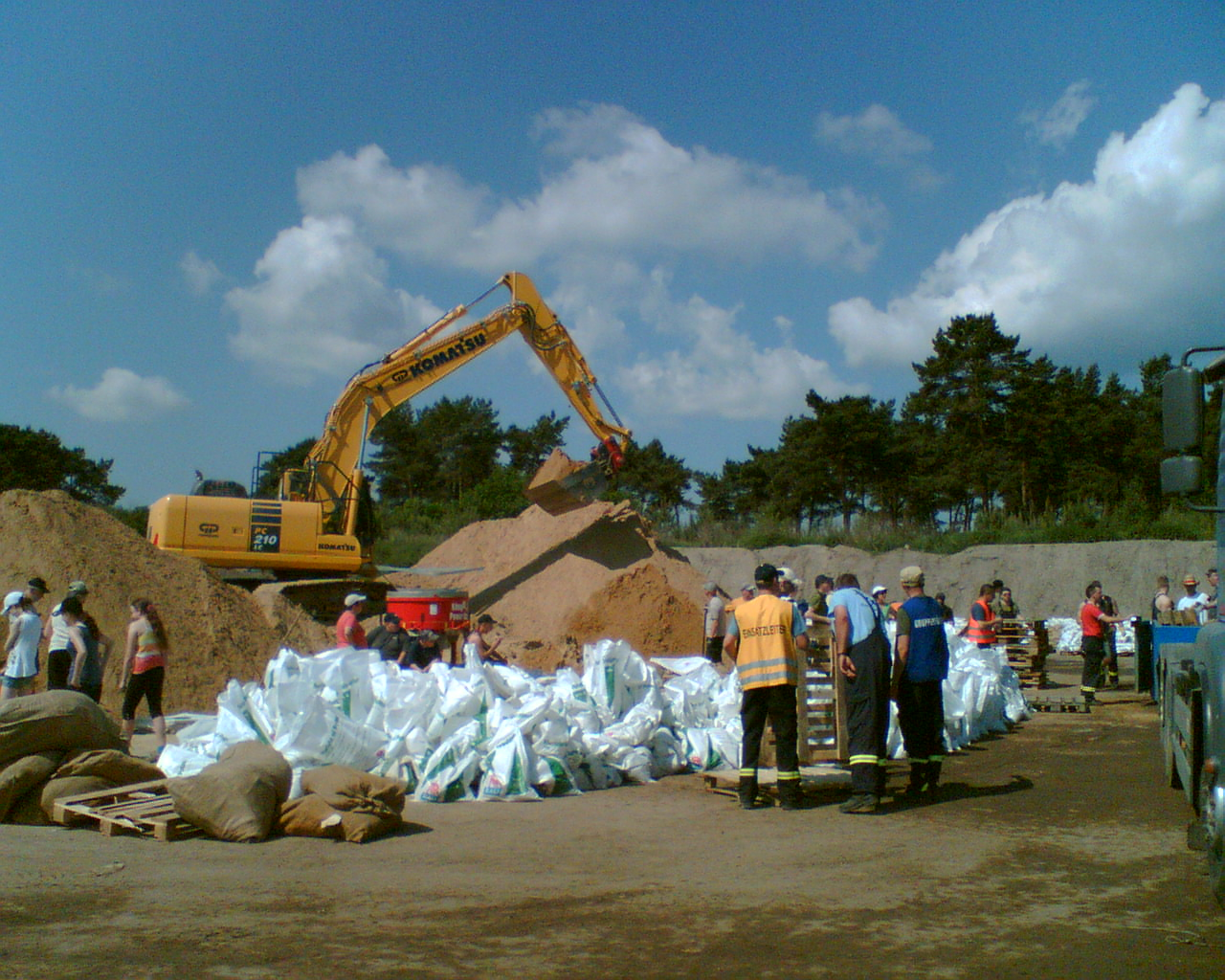
Füllen von Sandsäcken für die Deichverteidigung im Landkreis Börde

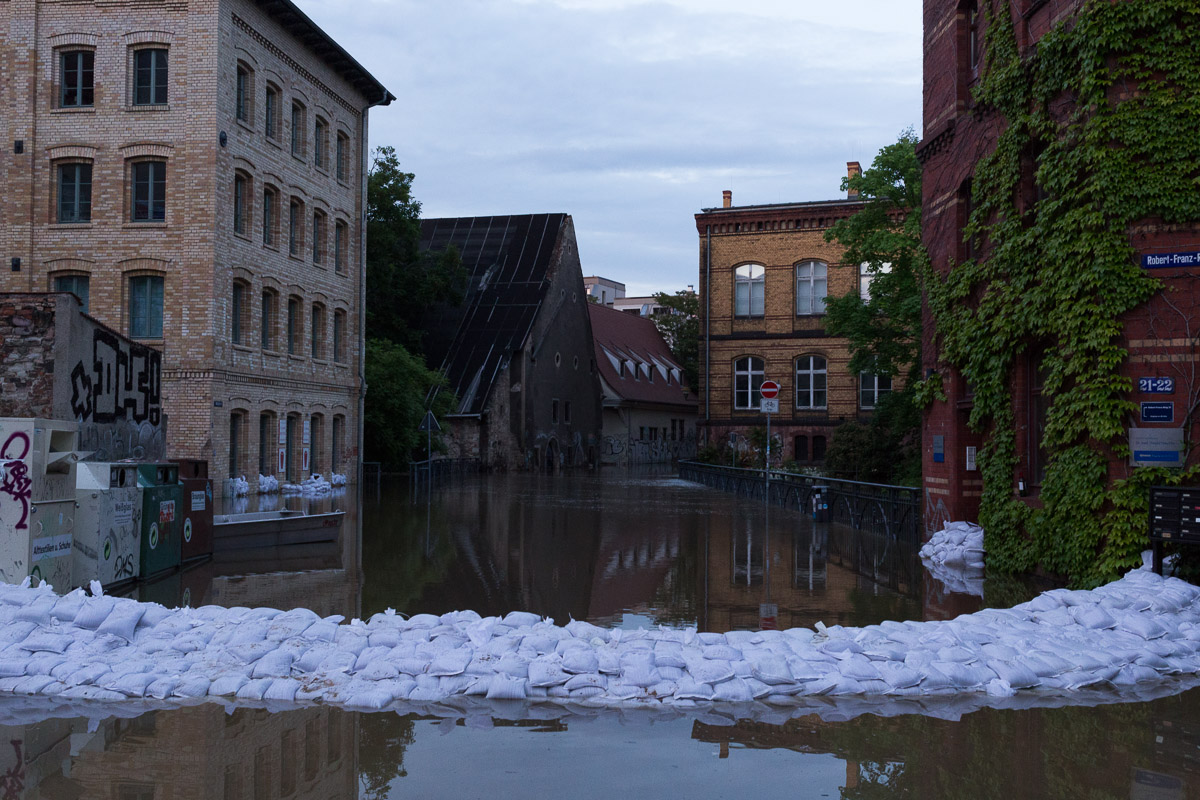
Umspülte Sandsäcke im Stadtzentrum von Halle (Saale)

In Sachsen-Anhalt wurden viele Gebiete rund um die Saale überflutet, darunter Halle (Saale), Zeitz, Merseburg, Weißenfels, Naumburg, Bernburg (Saale) und auch Bad Dürrenberg. Zugleich führten auch Unstrut, Weiße Elster, Mulde, Elbe, Havel und andere größere und kleinere Flüsse Hochwasser. Am 3. Juni wurde das Pretziener Wehr geöffnet, das zu den Hochwasserschutzanlagen für Magdeburg und Schönebeck zählt und einen Teil des Elbwassers an den Städten vorbeileitet. In den ersten Tagen wurden je über 1000 Einwohner in Zeitz (Weiße Elster; 3. Juni 2013), Jeßnitz (Mulde; 3. Juni 2013) und Bitterfeld (Mulde; 4. und 7. Juni 2013) evakuiert. In Zeitz wurde am 3. Juni mit 6,52 m der höchste je gemessene Pegel der Weißen Elster erreicht. Dies führte dazu, dass am 5. Juni zwei Pfeiler einer Eisenbahnbrücke der Bahnstrecke Zeitz–Altenburg so schwer beschädigt wurden, dass der Güterverkehr zum Chemie- und Industriepark Zeitz eingestellt werden musste. Der Zeitzer Bahnhof wurde bis zum 9. Juni geschlossen. Das Mulde-Hochwasser sorgte für die Einstellung des Bahnverkehrs zwischen Wolfen und Dessau. Eine akute Gefährdung entstand für Bitterfeld durch den Seelhausener See. Dieser lief durch den Dammbruch in Roitzschjora schnell voll. Um zu verhindern, dass er in den Großen Goitzschesee überläuft und somit Bitterfeld akut bedroht, mussten das Technische Hilfswerk und die Bundeswehr am 4. und am 6. Juni Deich-Sprengungen zur seitlichen Entlastung gen Mulde vornehmen.
In Halle (Saale), wo die Weiße Elster in die Saale mündet, überschritt der Saalepegel in Trotha in den frühen Morgenstunden des 5. Juni die 8-m-Marke und übertraf damit die bisherige Höchstmarke von 7,00 m vom 15. März 1947. Es ist das höchste Hochwasser seit Inbetriebnahme der Saaletalsperren und sogar das höchste seit dem 25. November 1890, als die Saale in Halle, umgerechnet auf den heutigen Pegel Trotha UP, auf 10,10 m stieg. Nachdem das Hochwasser der Saale den Glauchaer Platz teilweise überspült hatte, wurden die traditionellen Händel-Festspiele abgesagt. Der Straßenbahnverkehr zwischen Halle und Halle-Neustadt wurde gekappt, die Schulen in Halle-Neustadt bis zum 10. Juni geschlossen. Die Universität Halle stellte den Lehrbetrieb ebenfalls für zunächst eine Woche ein und rief die Studenten zur aktiven Unterstützung Betroffener auf. Nach dem beginnenden Überlaufen des Gimritzer Dammes am 5. Juni wurde eine freiwillige Evakuierung der östlichen und südlichen Teile des größten Stadtteils Halle-Neustadt eingeleitet, da auch von unten das Wasser drückte. Hunderte eingesetzte Einsatzkräfte und Tausende freiwillige Helfer kämpften hier gegen Wasseraustritte. Währenddessen fiel eine Pumpstation aus. Die Evakuierung soll insgesamt knapp 30.000 Einwohner betreffen. Auch Teile der Innenstadt, besonders die unter Wasser stehende Klaustorvorstadt und der Ratswerder waren von der Evakuierung und Sperrungen betroffen. Der höchste Pegelstand am 5. Juni war 8,10 Meter. Sicherheitshalber wurden zwölf Altenheime (mit ca. 6000 Menschen) evakuiert. Im Juli 2013 begann Oberbürgermeister Bernd Wiegand ohne Planfeststellungsverfahren mit dem Neubau des Gimritzer Dammes, da er Gefahr für Leib und Leben gegeben sieht. Die Vorverlegung des Deiches führt zur Vernichtung eines Retentionsraumes von 64.626 m³. Gegen letzteres wurde nicht nur Klage erhoben, sondern auch eine Petition auf openPetition gestartet.
Die Bundesstraße 181 musste in Merseburg (Saale) teilweise gesperrt werden, ebenso zahlreiche weitere Straßen in Städten und Dörfern. In Bernburg (Saale) wurde der bisher gemessene höchste Wasserstand (Januar 2011: 5,84 Meter) am 5. Juni 2013 erreicht. Am Morgen des 6. Juni stand er bei 6,44 m und stieg bis auf 6,50 m. Es kam zur Überflutung von Teilen der Talstadt. Im Zoo der Stadt ertranken Hirsche und Wildschweine. Im Umfeld der Stadt Könnern waren Evakuierungen notwendig.
In Nienburg (Saale), wo die Bode in die Saale mündet, war zeitweise das Kloster bedroht. Einschränkungen und Überschwemmungen gab es auch in zahlreichen kleineren Orten. So konnte das Klärwerk in Leuna (Saale) nur eingeschränkt arbeiten. In einigen Städten zeigte der Deichschutz Erfolge, etwa in Merseburg oder Bad Dürrenberg. In Calbe (Saale) nahe der Mündung der Saale in die Elbe drohte ein Rückstau die Hochwasserlage zu verschärfen, so dass eine Evakuierung eingeleitet wurde, nachdem das Hochwasser das Rathaus erreicht hatte. Der höchste Pegelstand der Saale lag hier am Abend des 6. Juni bei 9,64 Meter.
Entlang der Elbe wurde ab dem 5. Juni Katastrophenalarm ausgelöst. Allein für Schönebeck und Magdeburg wurden eine Million Sandsäcke aus Nordrhein-Westfalen geschickt. Anders als bei dem Elbehochwasser 2002 kam diesmal noch das massive Saale-Hochwasser hinzu. Auch die Havel führte Hochwasser, so dass in Havelberg noch versucht wurde, die Dämme zu erhöhen.
Am 6. Juni starb ein freiwilliger Helfer in Barby beim Sandsackfüllen. Ebenfalls im Salzlandkreis ist im Ortsteil Aderstedt der Stadt Bernburg eine Frau während der Evakuierung verstorben. In Wittenberg starb ein Mann bei einem Zusammenstoß mit einem Sandsacktransporter. Nach einem Dammbruch mussten am Morgen des 7. Juni auch in Elster (Elbe) knapp 2200 Menschen in Sicherheit gebracht werden. Der Ausfall zweier Kläranlagen in Greiz und Berga (Thüringen) verhinderte ab diesem Tag zudem das Aufbereiten des Abwassers aus über 20.000 Haushalten, das nun ungeklärt in die Weiße Elster floss.
Am Morgen des 7. Juni wurde in Magdeburg der Höchststand des Elbehochwassers von 2002 (6,72 m) erreicht und im Laufe des Tages bei weitem überschritten. Mehrere Bahnverbindungen mussten eingestellt werden, etwa bei Wittenberg oder zwischen Magdeburg und Schönebeck.
Am 8. Juni mussten die Deiche in Magdeburg bereits auf einer Länge von knapp 20 km gegen die Wassermassen verteidigt werden. Bewohner einzelner Stadtteile wurden zum Verlassen aufgefordert.
In Schönebeck drang Wasser in die Altstadt ein, so dass einige Hundert Einwohner in Sicherheit gebracht werden mussten. Auch in Wittenberg und dem Umland von Wolmirstedt wurde mit Evakuierungen begonnen. Aus der Stadt Aken sowie der Umgebung der Stadt wurden wegen Schäden an lokalen Deichen über 10.000 Menschen in Sicherheit gebracht.
Am Morgen des 9. Juni wurde die Zugverbindung Richtung Berlin in Magdeburg unterbrochen, da die Strecke über die Elbe gesperrt werden musste. Auch die ICE-Strecke über Stendal wurde später gesperrt. Wenige Stunden später brach ein Deich bei Klein Rosenburg. Am Nachmittag wurden die Magdeburger Stadtteile östlich der Elbe vorsorglich geräumt. Betroffen waren rund 23.000 Menschen in Cracau, Prester, Pechau und Randau-Calenberge. Der Höchststand der Elbe wurde am 9. Juni bei 7,48 m gemessen, 76 cm höher als im Jahr 2002. In der Nacht vom 9. auf den 10. Juni brach der Elbedeich bei Fischbeck nahe Tangermünde im Landkreis Stendal, was u. a. die Überflutung der Orte Fischbeck, Kabelitz und ihrer Umgebung zur Folge hatte, gleichzeitig aber an anderen Stellen der Elbe für ein leichtes Absenken des Wasserpegels sorgte (Bruchstelle: ). Ab dem 12. Juni musste auch Wust im Landkreis Stendal evakuiert werden. Der Ort war trotz der Entfernung von neun Kilometern zur Elbe nicht mehr vor den Wassermassen zu schützen.
Am 15. Juni wurden zwei Schuten vor der Deichbruchstelle durch Sprengen versenkt, um somit das etwa 90 Meter breite Leck im Deich zu verkleinern und es danach besser schließen zu können. Zwei Tage später wurde dort eine dritte Schute auf Grund gesetzt.
Tagelang strömten bis zu 1000 m³ je Sekunde aus und überfluteten im Elbe-Havel-Winkel etwa 220 km². Am 17. Juni waren bereits weniger als 145 km² vom Wasser bedeckt. Ein Deich bei Hohengöhren war am Nachmittag des 10. Juni aufgegeben worden, nachdem er abgerutscht war, er hielt aber dennoch stand.

#### Schleswig-Holstein
In Lauenburg/Elbe wurde am 5. Juni begonnen, rund 150 Häuser nahe der Elbe zu räumen. Der Höchststand der Elbe von 9,64 m wurde am 12. Juni erreicht.
Unterhalb der Staustufe Geesthacht hat das Elbehochwasser wegen der Elbtide nur geringe Auswirkungen.

#### Thüringen

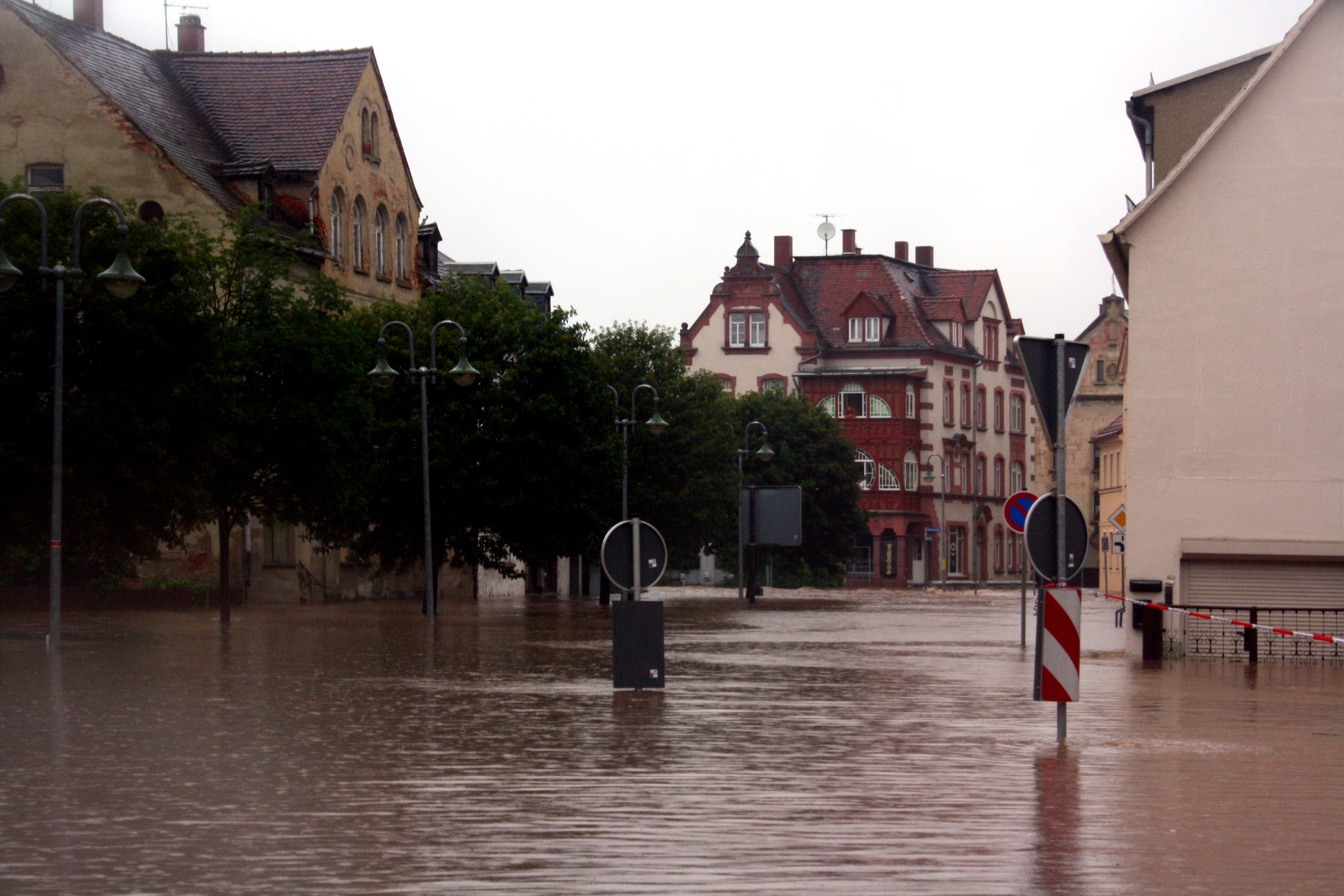
Gößnitz, 2. Juni 2013

In Thüringen begann das Hochwasser am 31. Mai, besonders betroffen war zunächst die Mitte des Landes und hier insbesondere die Gera im Raum Erfurt sowie ihr kleinerer Nebenfluss Wipfra im Ilm-Kreis. Am 1. Juni schwoll die Gera in Erfurt-Möbisburg auf etwa 190 m³/s Durchfluss (normal: 6 m³/s) und einen Pegelstand von knapp 4 Metern (normal: 76 cm) an. Im Geratal südlich von Erfurt kam es zu Überschwemmungen, in der Gera-Aue nördlich der Stadt wurden Deichbrüche befürchtet, die jedoch ausblieben. Die Wipfra erreichte schon am 31. Mai ihren Scheitelpunkt bei einem Pegel von 2,8 m (normal: 46 cm) und einem Durchfluss von 28 m³/s (normal: 0,5 m³/s) in Eischleben. Hier kam es in einigen Dörfern zu Überschwemmungen, etwa in Elxleben und Niederwillingen. In den folgenden Tagen verlagerte sich das Hochwassergeschehen nach Osten und intensivierte sich. Die Ilm erreichte am Unterlauf in Niedertrebra ihren Scheitelpunkt in der Nacht zum 2. Juni bei einem Pegel von 2,8 m (normal: 73 cm) und einem Durchfluss von 130 m³/s (normal: 6 m³/s). Sie überschwemmte unter anderem den zum UNESCO-Welterbe gehörenden Park an der Ilm in Weimar.
An der Saale überschritten die Pegel am 1. Juni die höchste Warnstufe, und die Hochwassersituation hielt länger an als an den kleinen Flüssen. Der Scheitelpunkt wurde in Camburg erst am 3. Juni bei etwa 4,8 m (normal: 1 m) und einem Durchfluss von etwa 270 m³/s (normal: 31 m³/s) erreicht. Die Hochwassersituation wurde hier zeitlich gestreckt, da die großen Talsperren am Oberlauf (Bleilochtalsperre und Hohenwarte-Stausee) den Wasserdurchfluss etwas regulieren konnten. Am 4. Juni musste die Bleilochtalsperre beginnen, mehr Wasser abzulassen, was für die unmittelbar vor der Staumauer gelegene Stadt Ziegenrück zu einer bedrohlichen Hochwassersituation führte. Im weiteren Verlauf der Saale wurde in Jena die Oberaue mit dem Ernst-Abbe-Sportfeld überschwemmt, während sich die Schäden in der Stadt ansonsten in Grenzen hielten.
An der Weißen Elster und der Pleiße im Osten Thüringens richtete das Hochwasser sehr große Schäden an, wobei die Städte Greiz, Berga/Elster und Gera besonders betroffen waren, ebenso viele Dörfer im flachen Altenburger Land in der Pleißenaue wie Ponitz, Gößnitz, Großstöbnitz, Lehndorf, Mockern, Saara, Windischleuba, Treben und Serbitz, wo es zu Evakuierungen kam. In Gößnitz wurden 650 Bewohner der Innenstadt und in Serbitz alle 150 Einwohner des Ortes in Sicherheit gebracht. Die Weiße Elster erreichte in Gera am 3. Juni bei 4,6 m (normal: 0,5 m) und einem Durchfluss von 600 m³/s (normal: 15 m³/s) ihren Scheitelpunkt. Der Pegel der Pleiße in Gößnitz fiel bei einem Stand von 4,3 m (normal: 36 cm) und einem Durchfluss von 180 m³/s (normal: 2 m³/s) aus, jener an der kleineren Sprotte in Großstöbnitz maß bei 4,2 m (normal: 82 cm) und einem Durchfluss von 32 m³/s (normal: 0,6 m³/s) in der Nacht zum 3. Juni den Scheitelpunkt.
Damit war das Hochwasser in Mittelthüringen das stärkste seit 1994 und an der Weißen Elster, die auf das 40-fache ihrer normalen Menge anschwoll, sowie an der Pleiße, die auf das 90-fache ihrer normalen Menge anschwoll, das stärkste seit 1954. Die folgenden Pegel maßen neue Rekordhochwasserstände (in Klammern Jahr des alten Rekords): Ellingshausen an der Hasel (1994), Kaulsdorf an der Saale (1988), Niedertrebra an der Ilm (1994), Läwitz an der Weida (1986), Weida-Eisenhammer an der Auma (2011), Gößnitz an der Pleiße (1954) und Großstöbnitz an der Sprotte (2011).
Auch die Werra führte Hochwasser, wobei in Bad Salzungen ein bebauter Hang abrutschgefährdet war. In und um Meiningen wurden Straßen und Wohngebiete nahe der Werra stark überflutet. In Meiningen standen zudem mehrere Sportanlagen sowie der Schlosspark unter Wasser. In Stadtroda an der Roda wurde die Innenstadt überspült und das Fundament eines leerstehenden Gebäudes stark beschädigt.

### Österreich
| Pegel | Land   | Gewässer        | Datum            |
| --- | ------ | --------------- | ---------------- |
| Lustenau | Vbg/CH | Rhein           | 2.6. 06:00 (ca.) |
| Salzburg/Siezenheim | Sbg/BY | Salzach/Saalach | 2.6. 14:00 (ca.) |
| Steyr-Ortskai | OÖ     | Enns            | So 2.6. 14:00    |
| Kössen | Tir/BY | Großache        | 2.6. 15:00 (ca.) |
| Gmunden | OÖ     | Traunsee        | Mo 3.6. 07:00    |
| Schärding | OÖ/BY  | Inn             | Mo 3.6. 12:00    |
| Passau | OÖ/BY  | Donau/Inn       | 3.6. 20:00 (ca.) |
| Mauthausen | OÖ/NÖ  | Donau           | Di 4.6. 07:00    |
| Kienstock (Krems) | NÖ     | Donau           | Di 4.6. 22:00    |
| Korneuburg | NÖ/W   | Donau           | Mi 5.6. 20:00    |
| Wildungsmauer | NÖ     | Donau           | Do 6.6. 08:00    |
| Angern | NÖ/SK  | March           | Sa 8.6. 02:00    |
| (ca.) Vorarlberger Pegel dzt. offline; Pegel Salzach 2.6. 14:00/Saalach ca. 12:00–16:00; Pegel Kössen 2.6. 10:00–20:00 keine Daten; Pegel Achleiten keine Daten, Pegel Passau/Donau und Passau/Inn 3.6. 07:00–21:00 lückenhaft |        |                 |                  |

In den Bundesländern Vorarlberg, Tirol, Salzburg, Oberösterreich und Niederösterreich war im Alpenraum die Nacht vom Samstag, dem 1. auf den Sonntag, den 2. Juni, das Maximum der Ereignisse und verlagerte sich dann bis Mitte der Woche in den Donauraum Ober-, Niederösterreichs und Wiens.
Die lang anhaltenden flächigen Niederschläge führten zu einem anderen Szenario als beispielsweise beim Alpenhochwasser 2005 oder beim Hochwasser in Mitteleuropa im Frühjahr 2010. Die Wildbachgerinne und Vermurungen spielten – abgesehen von einigen lokalen schweren Ereignissen – eine geringere Rolle, es waren vor allem die größeren Flüsse und die an ihnen gelegenen Städte betroffen. Hier hatte es nach dem Donauhochwasser 2002 eine Reihe von Hochwasserschutzmaßnahmen gegeben, so dass trotz ähnlicher Pegelstände wie im Jahr 2002 wesentlich geringere Schäden im Siedlungsgebiet entstanden. Seit damals wurde durch den Bau von Rückhaltebecken, Renaturierungen und Aufweitungen mehr Platz für die Fließgewässer geschaffen. Die Erhöhung von Dämmen und mobile Schutzelemente sorgten nun fast überall für ausreichenden Schutz. Beispielsweise war im Sommer 2012 im Machland in Oberösterreich das Hochwasserschutzprojekt Machland Nord mit Dämmen von insgesamt mehr als 36 km Länge fertiggestellt worden. Auch das Hochwassermanagement Wiens, in den 1970er Jahren noch heftig umstritten, bestand eine weitere Bewährungsprobe (es ist auf Stand 1501 im Sinne eines HQ3000–5000 dimensioniert).
Nur in relativ wenigen Gemeinden, wo Hochwasserschutzdämme durch die hohen Wasserstände überschritten wurden oder Hochwasserschutzmaßnahmen nicht möglich oder noch nicht fertig waren, kam es zu größeren Überflutungen von Siedlungsgebieten.
Die Berechnungen des HQ100-Szenarios über die Hochwasserrisikozonierung Austria, bis zu der der Hochwasserschutz heute ausgebaut wird, um ihn nicht zu überteurern, sondern flächendeckend zeitgerecht umzusetzen, scheint recht präzise gewesen zu sein, in Mautern-Hundsheim beispielsweise hielten die mobilen Dämme mit zwei zusätzlichen Lagen Sandsäcken gerade noch stand.
In der Nacht vom 9. Juni zum 10. Juni gingen in einigen betroffenen Gebieten heftige Gewitter nieder. Es kam wieder zu kleinräumigen Überflutungen.
Anm.: Die betroffenen österreichischen Bundesländer sind hier von Westen nach Osten verzeichnet, was weitgehend der Chronologie der Ereignisse und dem Fortschreiten des Hochwasserkammes entspricht.

#### Vorarlberg
Vorarlberg war vor allem von zahlreichen Murenabgängen und lokalen Überschwemmungen betroffen. Zusätzlich wurden an der Bregenzer Ach und Dornbirner Ach 10-jährliche Hochwasser, an der Leiblach sogar ein 100-jährliches Ereignis registriert. In Bregenz und Dornbirn waren zahlreiche Straßen überflutet, die Autobahn musste kurzfristig gesperrt werden.
Am 3. Juni wurde im Koblacher Kanal, einem Hochwasser-Entlastungskanal parallel zum Alpenrhein, am Ortsende von Altach die Leiche eines vermissten Mannes gefunden.

#### Tirol
Da im Tiroler Unterland die Großache über die Ufer trat, stand die Gemeinde Kössen im Tiroler Bezirk Kitzbühel bis zu eineinhalb Meter unter Wasser. In St. Johann in Tirol trat die Fieberbrunner Ache an mehreren Stellen über die Ufer und überschwemmte einige Ortsteile. In Kufstein mussten 60 Bewohner gerettet werden, am Innsbrucker Hauptbahnhof saßen zahlreiche Reisende fest, da unter anderem die Zugstrecke zwischen Tirol und Salzburg unterbrochen war.

#### Salzburg

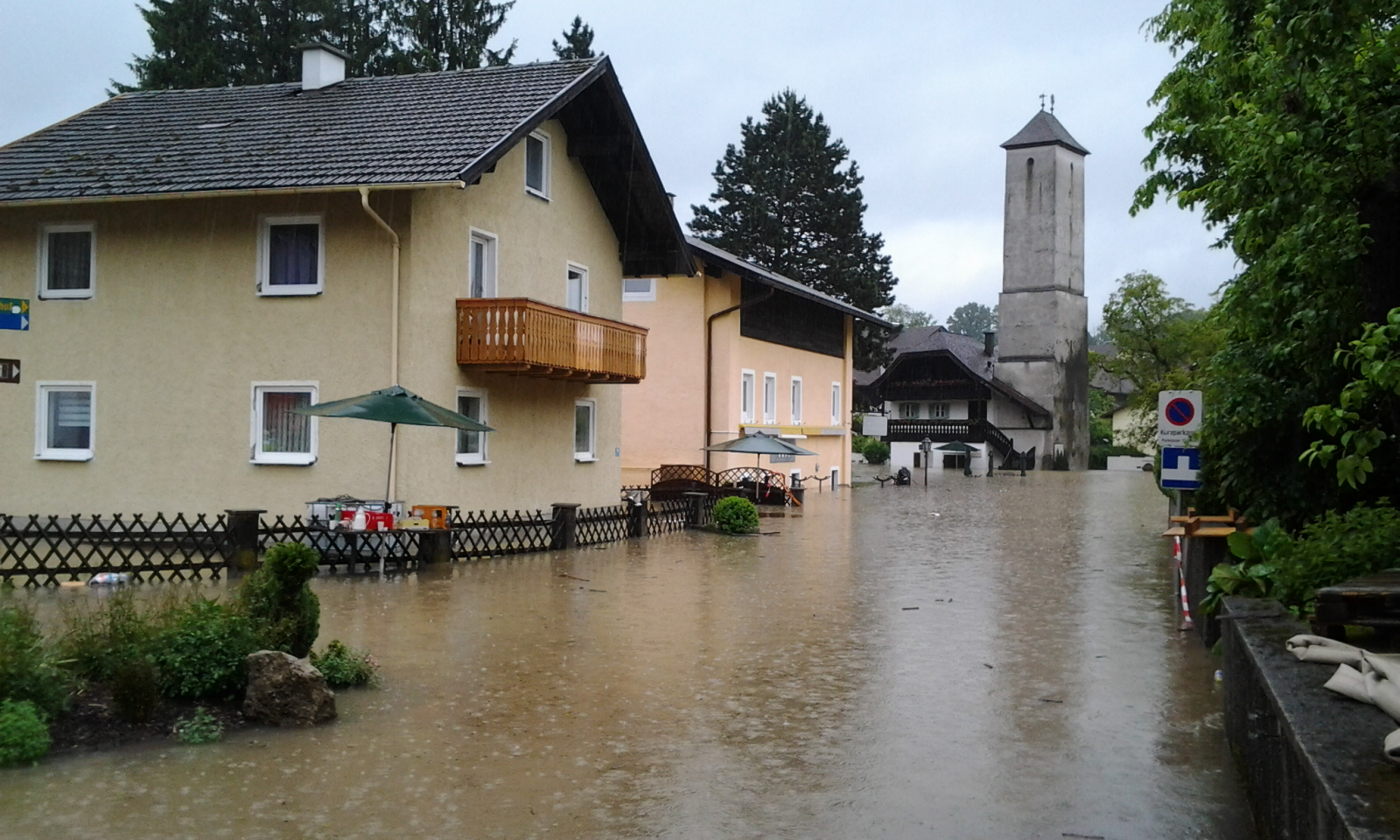
Oberndorf bei Salzburg, 2. Juni 2013

In St. Johann im Pongau wurde eine Person von einer Mure erfasst und getötet.
In Taxenbach wurde eine 23-jährige Taxenbacherin am 2. Juni nach einem Murenabgang von den Fluten der Salzach mitgerissen und erst eine Woche später tot am Salzachufer bei Hallein gefunden. Ein 48-jähriger Landwirt, ebenfalls aus Taxenbach, wird seit 2. Juni vermisst.
In der Stadt Salzburg erreichte die Salzach einen höheren Wasserstand als beim Hochwasser 2002. In zahlreichen Orten, unter anderem in Hüttau und Oberndorf, mussten Bewohner in Sicherheit gebracht wurden. In Saalfelden überflutete die Urslau mehrere Teile der Stadt.
Es gab zeitweilig erhebliche Beeinträchtigungen im Straßenverkehr; unter anderem waren Grenzübergänge nach Bayern gesperrt und der Bezirk Zell am See war auf Straßen nicht erreichbar. Die Bahnstrecken von Saalfelden nach Hochfilzen in Tirol, zwischen Bruck-Fusch und Lend im Pinzgau sowie zwischen Bischofshofen und Radstadt waren länger als eine Woche gesperrt.

#### Steiermark

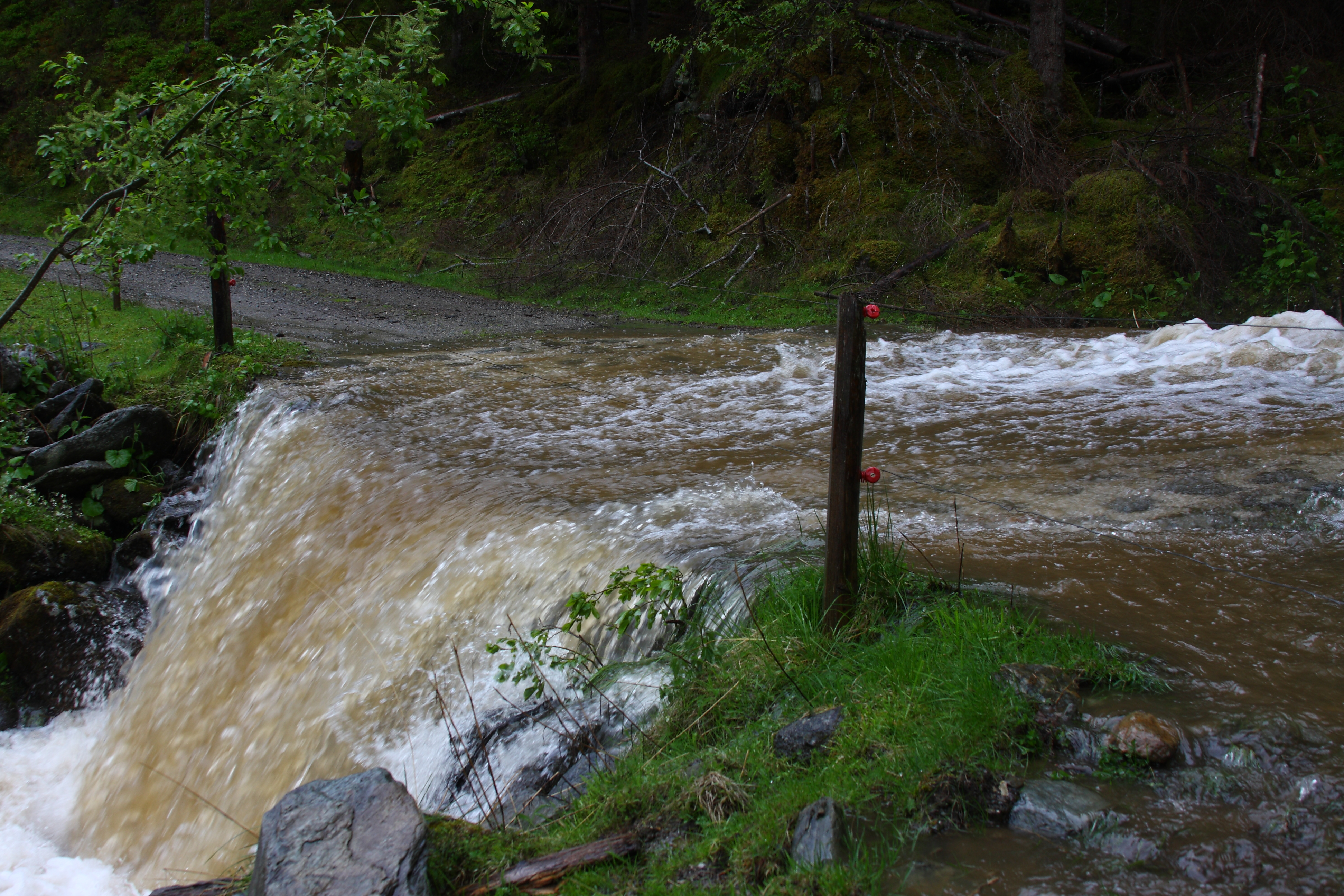
Ein Sturzbach überspült einen Forstweg, Rohrmoos-Untertal.

Im Land Steiermark traten die Traun und die Enns stellenweise über ihre Ufer. Besonders betroffen waren die Gemeindegebiete von Gröbming, Schladming und Ramsau am Dachstein, aber auch das steirische Salzkammergut von Bad Mitterndorf bis ins Ausseer Land. Insgesamt waren rund 1000 Einsatzkräfte von insgesamt 66 Feuerwehren im Einsatz.
Am Sonntag, 2. Juni 2013, musste in Bad Aussee der Bootskorso anlässlich des Narzissenfestes abgesagt werden. Zuvor waren in der Nähe des Grundlsees, auf dem der Bootskorso stattfinden sollte, Muren abgegangen, der Pegel des Sees war in wenigen Stunden um 10 cm gestiegen.

#### Oberösterreich

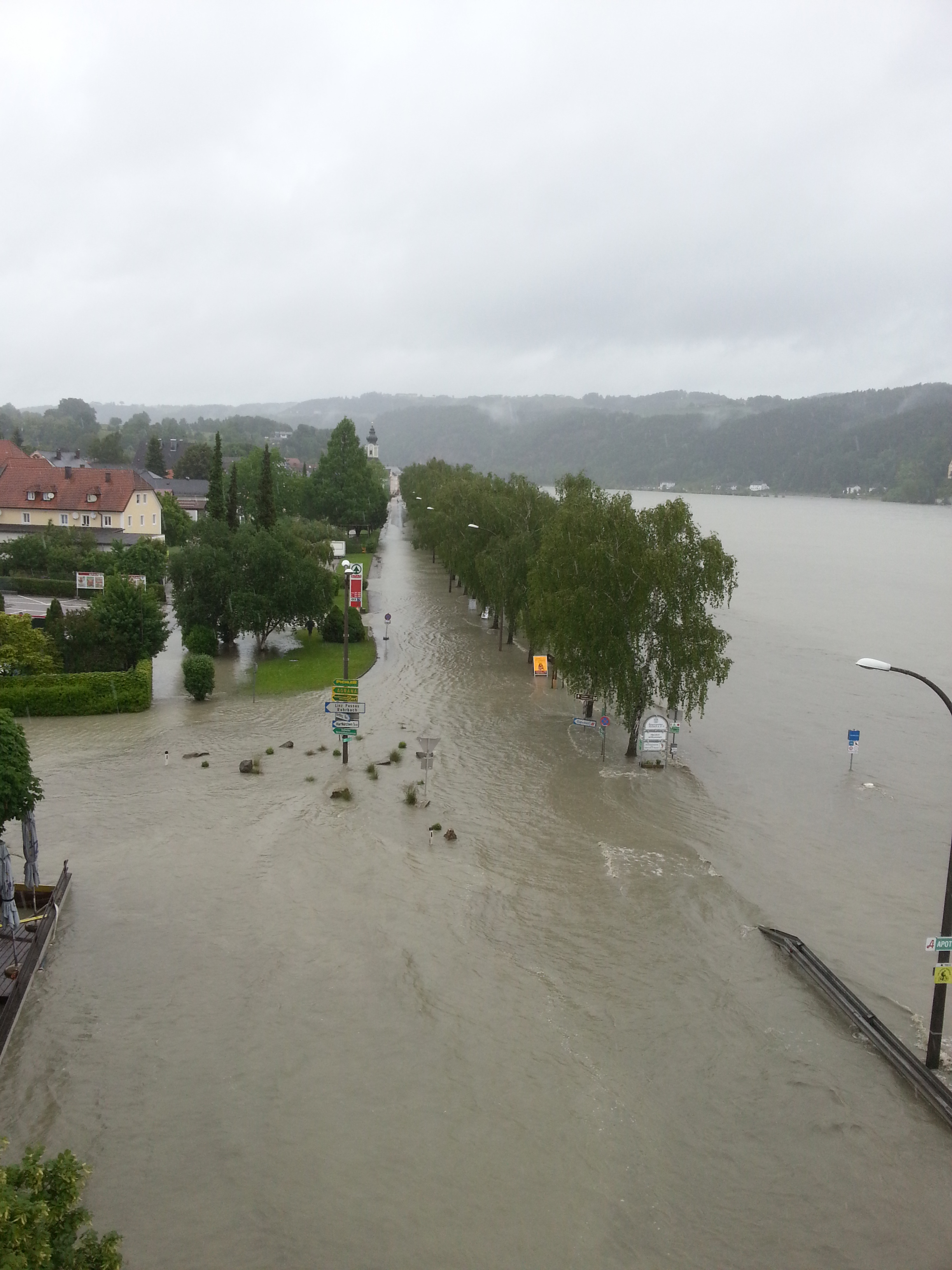
Aschach an der Donau, 2. Juni 2013

In Oberösterreich traten in Steyr die Enns und in Linz die Donau über die Ufer. In Linz mussten am Abend des 3. Juni mit der Eisenbahnbrücke und der Steyregger Brücke zwei der vier Straßenquerungen über die Donau gesperrt werden. Nachdem am 3. Juni Menschen im Bereich der Oberen Donaulände in Sicherheit gebracht worden waren, erreichte die Donau am Morgen des 4. Juni mit 9,17 m ihren Höchststand. Auch die Traun trat über die Ufer und überflutete zahlreiche Gemeinden. Der Ort Obertraun am Hallstätter See im Salzkammergut war zeitweise von der Außenwelt abgeschnitten. Im Ort selbst wurde die Köhlerbrücke über die Koppentraun weggerissen. Der Pegel des Traunsees stieg ebenfalls an und führte in Gmunden zu Überschwemmungen. Das überflutete Ebensee war ebenfalls zeitweise von der Außenwelt abgeschnitten, da die Salzkammergutstraße gesperrt werden musste. Auch der Attersee und der Mondsee traten über die Ufer.
In Schärding überflutete der Inn in der Nacht vom 2. zum 3. Juni die mobilen Hochwasserschutzwände und weitere Schutzdämme. Trotz der nach dem Hochwasser 2002 eingeleiteten Maßnahmen zum Hochwasserschutz, die aus Spargründen noch nicht zur Gänze realisiert waren, mussten 210 Häuser evakuiert werden. Der Pegel des Inn stieg bis 10,59 m und somit um 1,8 m höher als 2002, die Marke von 1954 (11,34 m) wurde nicht erreicht.
Stark betroffen waren auch Grünburg und Schwertberg. Hier wurde ebenso wie in Schärding Zivilschutzalarm ausgelöst. Schwertberg war schon 2002 vom Hochwasser stark betroffen. Den höchsten Stand erreichte die Aist in Schwertberg am Abend des 2. Juni und lag bei mehr als 4 Metern. In Grünburg trat die Steyr über die Ufer.
Vom Hochwasser der Donau stark betroffen waren außerdem der Westen des Bezirks Urfahr-Umgebung, insbesondere die Gemeinden Goldwörth und Walding. Als der Pegel der Donau am 4. Juni rascher und höher stieg, als von den Experten vorausgesagt, mussten rund 120 Menschen mit Hubschraubern und Booten aus dem Überschwemmungsgebiet gerettet werden. Goldwörth stand dabei bis zu vier Meter unter Wasser und war ab Dienstagabend nicht mehr auf dem Straßenweg zu erreichen. Zudem waren Strom-, Wasser- und Telefonnetz größtenteils ausgefallen. In Ottensheim war ein Hochwasserdamm an mehreren Stellen unterspült worden, dieser konnte jedoch abgedichtet werden. In Walding mussten sich Menschen vor den Fluten auf Hausdächer retten, in Feldkirchen brachte die Feuerwehr rund 200 Personen in Sicherheit. Die Technische Einsatzleitung im Bereich Goldwörth/Feldkirchen wurde seitens der Feuerwehren Bad Mühllacken, Goldwörth und BFK UU gestellt.
Der nach dem Hochwasser in den Jahren 2002 bis 2012 geschaffene Machland-Damm konnte im Bereich von Grein eine Katastrophe verhindern. Zwar schwappte die Donau in Grein am Dienstagnachmittag fallweise über die 15,10 m hohe Krone des mobilen Hochwasserschutzes, dieser hielt jedoch stand und bewahrte das Ortszentrum größtenteils vor Überschwemmungen. Der Stand von 2002 des Donau-Pegels in Grein von 14,94 m wurde jedoch nicht überschritten.
Im Bezirk Perg gibt es westlich des Machland-Dammes in der sogenannten St. Georgener Bucht, wo die Gusen in die Donau mündet, verursachten Hochwässer in der Vergangenheit erhebliche Schäden. In den Gemeinden Luftenberg an der Donau und Langenstein standen insgesamt mehr als 250 Objekte unter Wasser. Der Hochwasserstand von 2002 wurde in beiden Gemeinden übertroffen. 2016 wurde wurden Maßnahmen zum Hochwasserschutz begonnen. Das umgesetzte Projekt verbessert insbesondere in den Orten Abwinden, Langenstein, Gusendorf und im südlichen St. Georgen die Hochwassersituation. Wie geplant konnten die Bauarbeiten der Hochwasserschutzeinrichtungen in der St. Georgener Bucht Anfang des Jahres 2019 abgeschlossen werden. Nach einer Bauzeit von etwas mehr als 3 Jahren konnten die Hochwasserschutzanlagen – nach erfolgter Bauabnahme – dem Wasserverband St. Georgener Bucht zur weiteren Betreuung übergeben werden.
Auch im donaurechtsufrigen Bezirk Eferding waren die an der Donau liegenden Gemeinden vom Hochwasser betroffen. In Alkoven wurde die Ortschaft Gstocket mit rund 100 Häusern am 3. Juni überflutet, in Aschach der Ortskern.

#### Niederösterreich

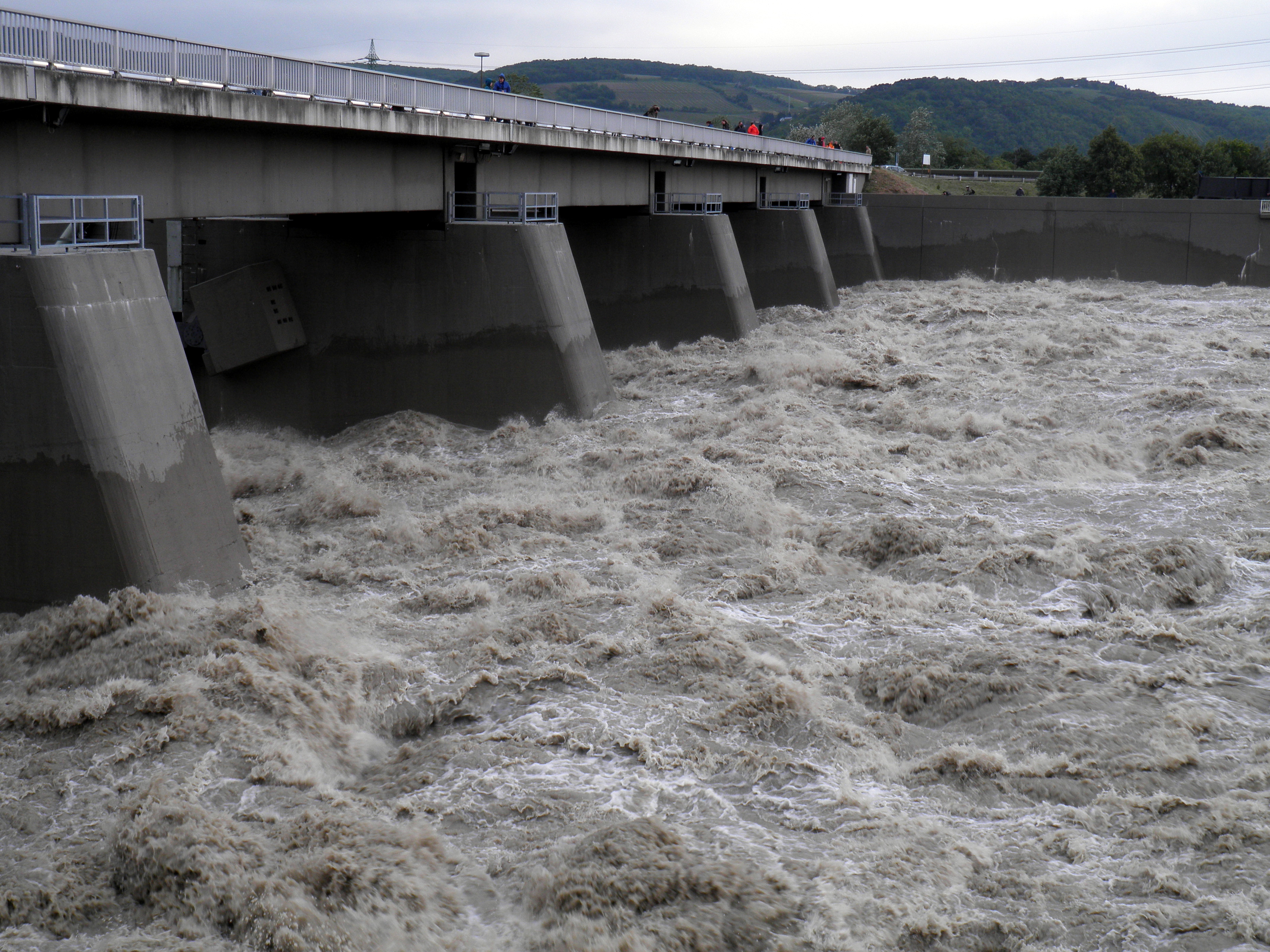
Geöffnete Wehre beim Einlaufbauwerk Langenzersdorf

In Niederösterreich erwartete man die Flutwelle entlang der Donau im Laufe des 3. Juni. In Melk mussten die laufenden Bauarbeiten am Hochwasserschutz am 1. Juni eingestellt werden, um die Baugeräte und die Baustelle zu sichern. Die Baumaßnahmen zum Schutz der Altstadt waren erst im März begonnen worden und sollten bis Ende 2014 dauern.
Bereits am Nachmittag des 2. Juni wurden die tiefer gelegenen Bereiche der Altstadt von Melk im Bereich der Bundesstraße 1 teilweise überflutet. Das Wasser erreichte schließlich den Hauptplatz.
Die Landeswarnzentrale in Niederösterreich rief für die Ortsteile Granz und Marbach der Gemeinde Marbach an der Donau im Bezirk Melk den Zivilschutzalarm aus. Die beiden Ortsteile wurden in den Morgenstunden des 3. Juni 2013 überschwemmt. Im Laufe des Tages wurde auch die Innenstadt überflutet.
Mehrere Häuser mussten evakuiert werden.
Die Bezirkshauptmannschaft Wien-Umgebung und die Polizei forderten am Abend des 2. Juni 2013 die Bewohner der Siedlungen im Augebiet der Donau in Klosterneuburg und in Kritzendorf auf, ihre Objekte zu verlassen und ihre Fahrzeuge zu entfernen. Am 4. Juni musste das Essl-Museum in Klosterneuburg aus Sicherheitsgründen schließen.
Der Pegelstand in Kienstock in der Wachau stieg in der Nacht vom 4. auf den 5. Juni 2013 bis auf 10,79 m an (Pegelstand von 23.45 Uhr). Das waren nur 14 cm weniger als beim Hochwasser 2002 (10,93 m). In Ybbs an der Donau wurden 9,34 m als Höchststand gemessen, im Jahr 2002 waren es 9,48 m. Bei Korneuburg meldete der hydrographische Dienst des Landes Niederösterreich am 5. Juni gegen 7.00 Uhr einen Pegelstand von 7,92 m, womit der Höchststand von 2002 bereits um 3 cm überschritten war. Um 19.40 Uhr waren 8,10 m bei einem Durchfluss von 11.100 m³/s erreicht.
Der rechnerische Wert für ein hundertjährliches Hochwasser liegt für diesen Pegel bei 7,91 m bzw. 10.400 m³/s.

#### Wien

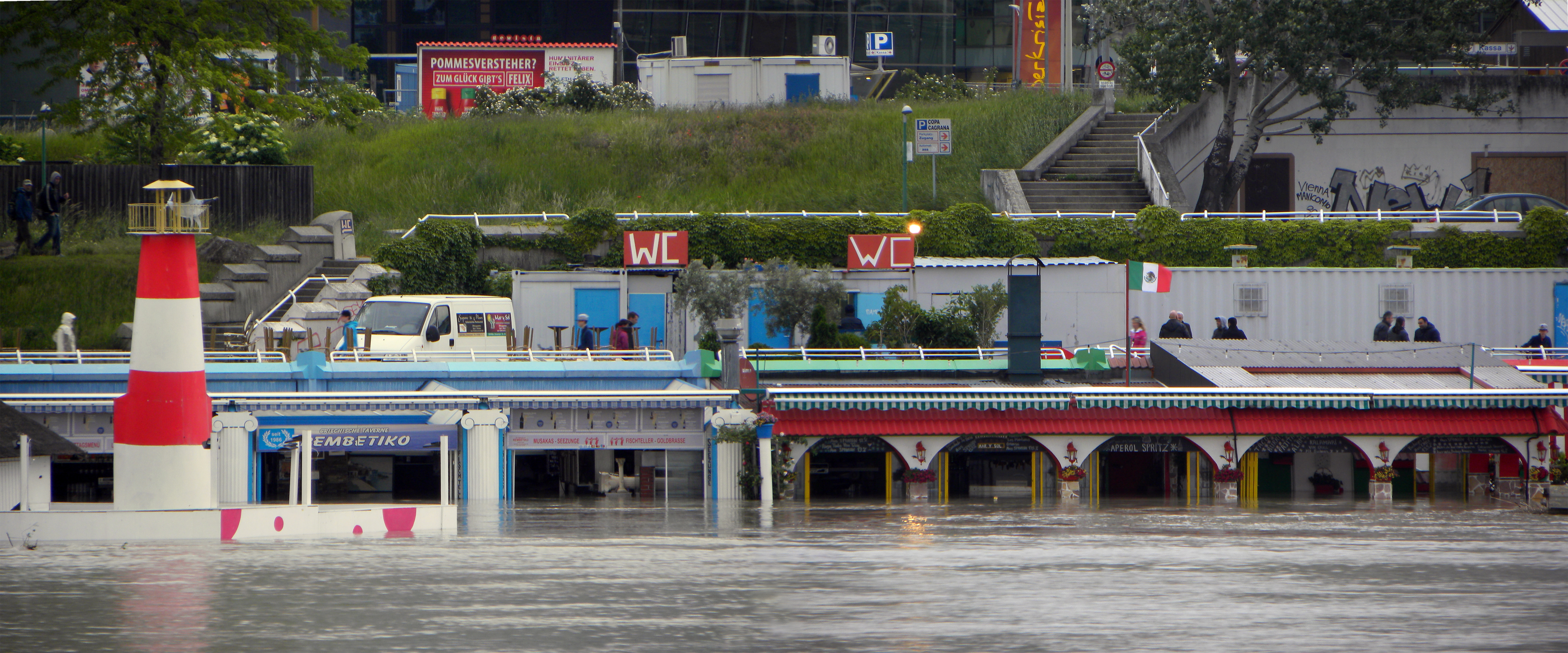
Lokale an der Neuen Donau unter Wasser

In Wien wurde die Neue Donau, die als Entlastungsgerinne für hohe Wasserstände der Donau angelegt ist, durch Öffnung der Wehranlagen geflutet. Dieses System kann bis zu 14.000 Kubikmeter Wasser pro Sekunde aufnehmen, am Dienstag Abend (4. Juni) wurden 10.100 Kubikmeter Wasser pro Sekunde gemessen. Die Lokale an der Neuen Donau, die sich in einer als Hochwassergebiet definierten Zone befinden, wurden am 4. Juni teilweise überschwemmt. Für die geschädigten Lokalbesitzer hat die Wirtschaftskammer Wien einen Notlagenfonds eingerichtet.
Durch das Donauhochwasser wurden auch der Ölhafen Lobau und der Alberner Hafen mit den Getreidespeichern überschwemmt. In der Lobau waren die Öltanks und Lagerhäuser entsprechend abgedichtet, in Albern mussten die Keller ausgepumpt werden. Seit Herbst 2011 wird im Alberner Hafenbereich ein Hochwasserschutztor errichtet, wie es bereits im Winterhafen der Donau in der Freudenau existiert. In der Freudenau wurde das 200 Tonnen schwere Tor, das seit 2010 in Betrieb ist, am Sonntag um 20.00 Uhr beim kritischen Pegelstand von 6,50 m geschlossen.
Bei der Schiffsanlegestelle in Nussdorf saßen auf dem niederländischen Kreuzfahrtschiff „Filia Rheni“ 120 Passagiere und 40 Besatzungsmitglieder fest, die wegen Überflutung der Anlegestelle das Schiff nicht verlassen konnten. Bei Einstellung der Schifffahrt am Samstag, den 1. Juni, befanden sich die Passagiere an Bord, doch das Wasser stieg nach Einstellung der Schifffahrt zu schnell an, um gefahrlos an Land zu kommen. Am 6. Juni 2013 wurden dieselben mittels einer Pontonbrücke von der Feuerwehr von Bord gebracht. Dienstag und Mittwoch stieg die Donau in diesem Bereich bis zu den Gleisen der Franz-Josefs-Bahn.
An manchen Stellen trat der Donaukanal am 5. Juni über die Ufer. Da im Bereich der Stadionbrücke der Abfluss in den Donaukanal aus einem Sammelbecken nicht mehr funktionierte, mussten die Anschlussstelle Stadionbrücke der Ostautobahn und eine Unterführung in diesem Bereich gesperrt werden.

### Tschechien

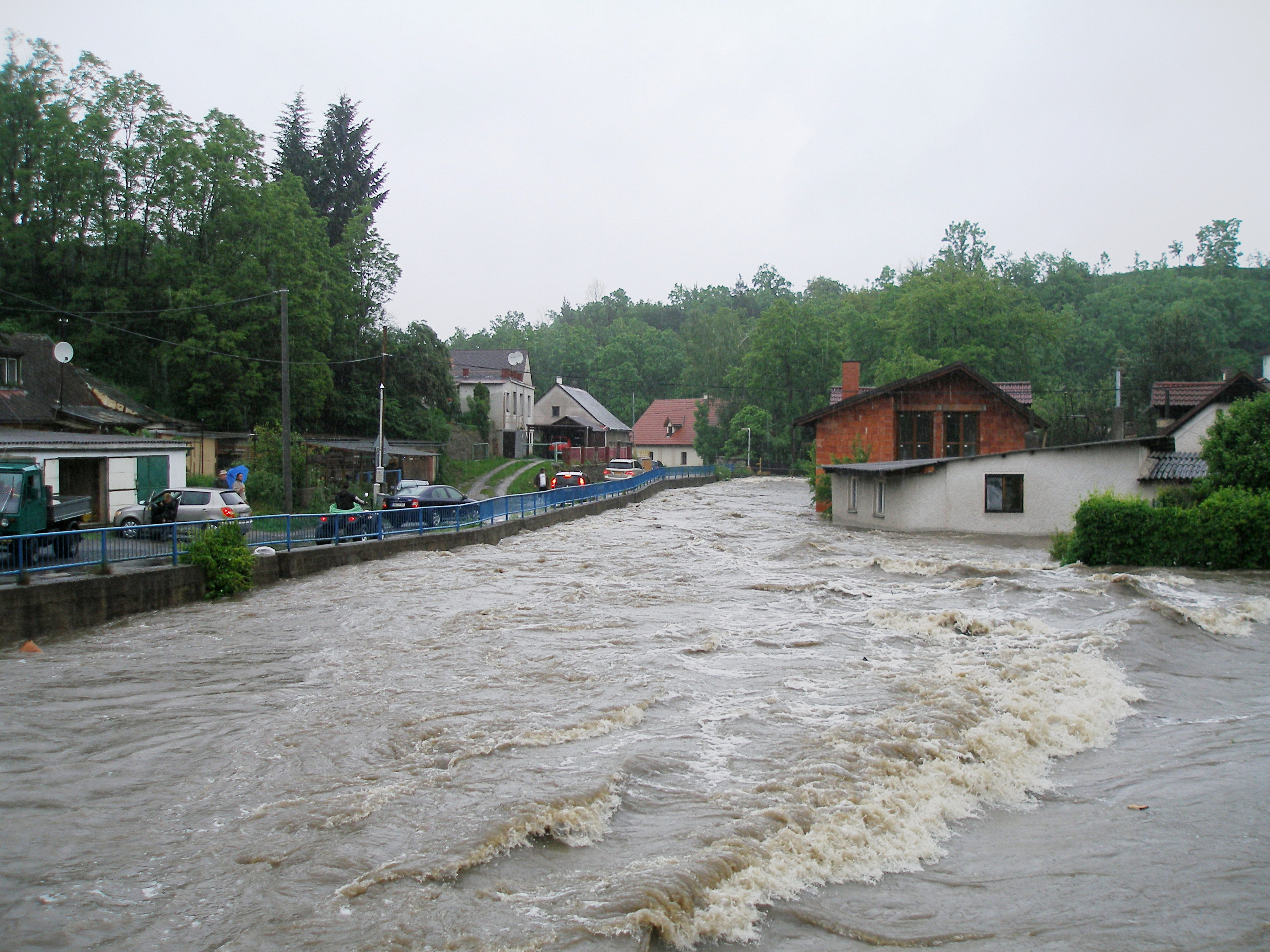
Hochwasser in der tschechischen Stadt Nový Knín, 2. Juni 2013

In 50 böhmischen Gemeinden wurde am 2. Juni der Notstand ausgerufen.
Bis zum 3. Juni mussten 2500 Menschen, bis 5. Juni knapp 19.000 Menschen in Sicherheit gebracht werden.
In der Hauptstadt Prag mussten Tiere aus dem tiefer gelegenen Teil des Prager Zoos in Troja in Sicherheit gebracht werden. Der U-Bahn-Verkehr wurde teilweise eingestellt. Am Nachmittag des 4. Juni erreichte die Flutwelle der Moldau in Prag ihren Höhepunkt. Der Abfluss der Moldau betrug zu diesem Zeitpunkt 3210 Kubikmeter je Sekunde (normal: 150 Kubikmeter je Sekunde). Insgesamt wurden in der Stadt 6790 mobile Hochwasserschutzwände mit insgesamt etwa 17 Kilometer Länge aufgebaut.
In Ústí nad Labem wurde die Innenstadt in weiten Teilen überschwemmt und evakuiert; der höchste Pegelstand wurde in der Nacht zum 6. Juni mit 10,72 m erreicht.
In Kolín wurden die Eisenbahngleise überspült und die Bahnstrecke Česká Třebová–Praha unterbrochen.
Ein Ferienhaus wurde vom Hochwasser zerstört, zwei Menschen starben in den Trümmern des Hauses.
Die zentrale Hochwasserkommission ordnete Freitag, den 7. Juni – trotz allgemeiner Entspannung der Lage – an, die Hochwassermaßnahmen im jetzigen Umfang aufrechtzuerhalten, weil für Ende des folgenden Wochenendes wieder mit intensiven Regenfällen zu rechnen sei. Der Prager Krisenstab forderte die Bürgermeister der Stadtbezirke auf, die mobilen Hochwasserschutzwände nicht ohne Erlaubnis zu beseitigen, und stellte dies vorsorglich unter Strafandrohung. Am Dienstag, den 11. Juni, herrschte noch für sechs Flussabschnitte die höchste Hochwasserwarnstufe.

### Polen
In Polen war um den 4. und 5. Juni besonders der Südwesten (Woiwodschaft Niederschlesien) betroffen. Dort waren die Oder-Zuflüsse und die Lausitzer Neiße über die Ufer getreten.
In Krakau, der Hauptstadt der Woiwodschaft Kleinpolen, trat die Weichsel über die Ufer. Aus diesem Grund musste die Kanuslalom-Europameisterschaft in Krakau verschoben werden, da die künstliche Wildwasserstrecke parallel zur Hochwasser führenden Weichsel verläuft.

### Slowakei
In der Hauptstadt Bratislava erreichte die Donau am 3. Juni morgens die erste Hochwasserstufe. In den niedrig und nahe am Fluss gelegenen Teilen der Stadt wurden mobile Dämme errichtet und die Polizei sperrte Uferteile und Straßen auf der rechten Seite der Donau. Die March erreichte nahe der Mündung in die Donau ebenfalls die erste Hochwasserstufe. Einige Straßen an der March in Devín, einem Stadtteil von Bratislava, wurden gesperrt. Am Nachmittag des 6. Juni erreichte das Donauhochwasser in Bratislava seinen Scheitelpunkt (Rekord-Pegelwert: 10,3 Meter); in der Nacht auf Freitag, 7. Juni, begann der Pegelstand wieder zu sinken.

### Ungarn

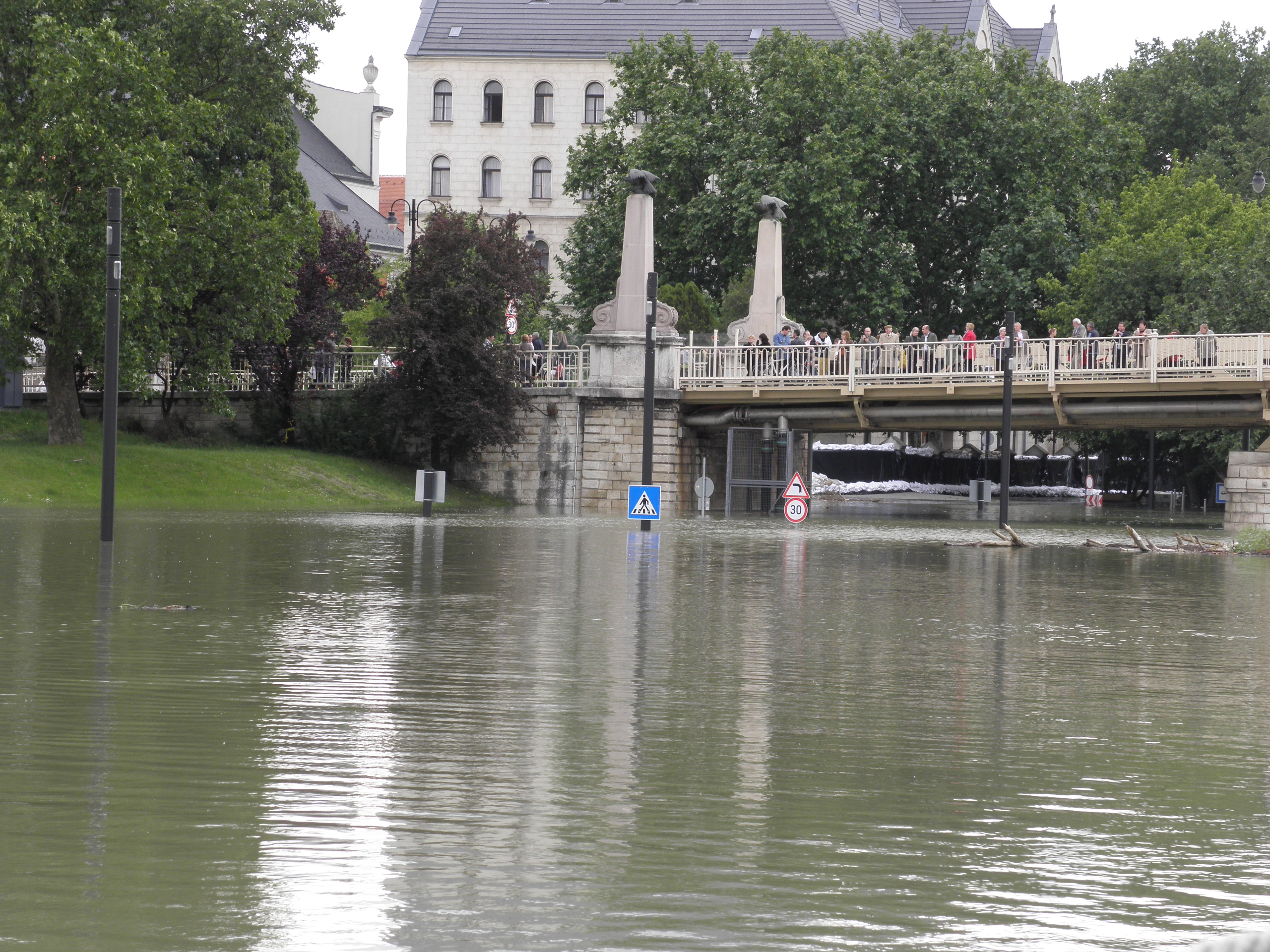
Hochwasser in Győr, 5. Juni 2013

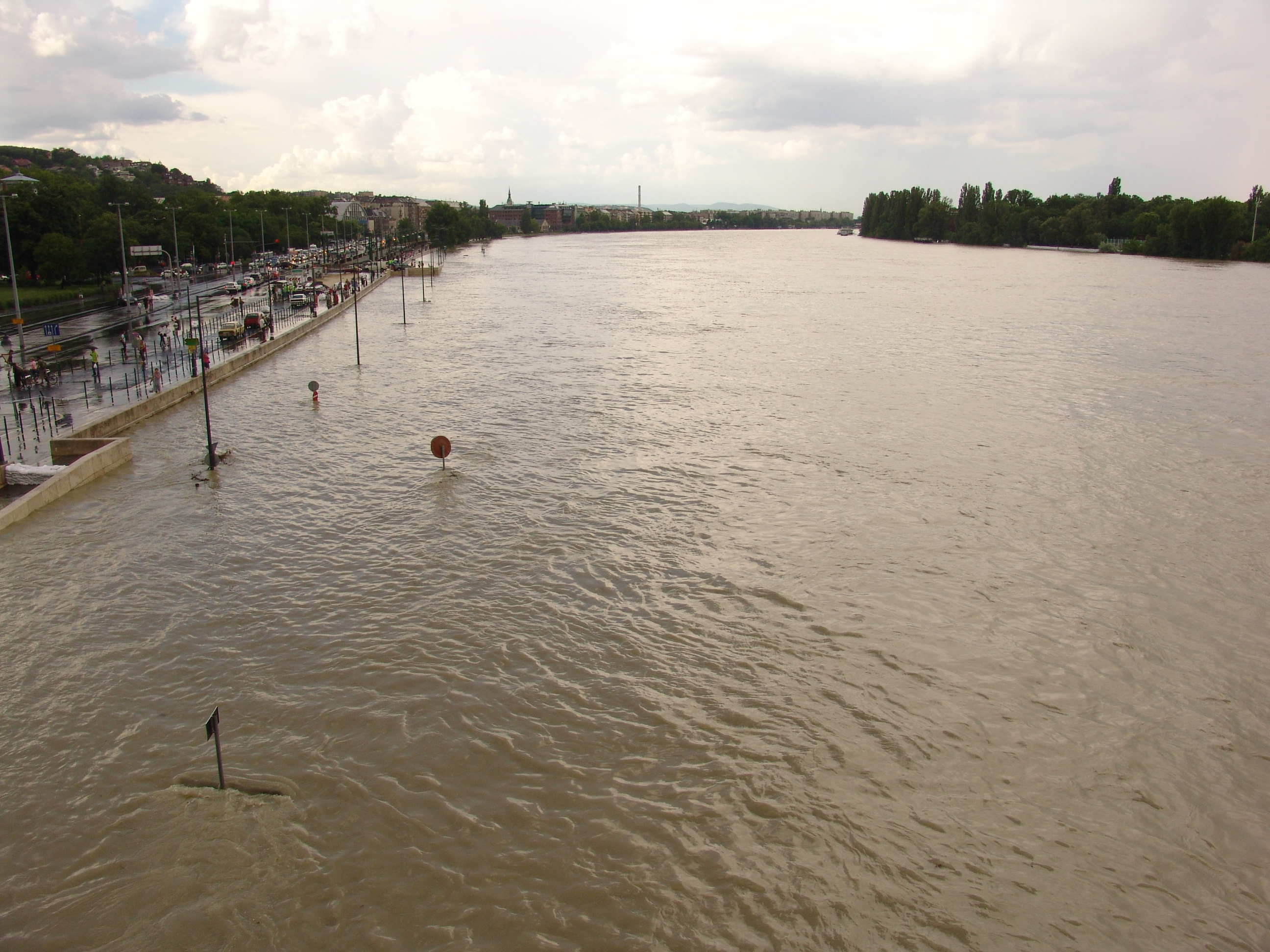
Hochwasser in Budapest, 8. Juni 2013

Ungarn kämpfte zuletzt im Juni 2009 und im Mai/Juni 2010 gegen große Hochwasser.
Am 3. Juni 2013 wurde in Ungarn für die Komitate Győr-Moson-Sopron und Komárom-Esztergom sowie für Teile des Komitats Pest und für die am Ufer der Donau gelegenen Stadtbezirke von Budapest der Katastrophen-Notstand ausgerufen. Mehrere tausend Angehörige der Armee, des Katastrophenschutzes, der Polizei und der Wasserbaubehörden wurden mobilisiert.
In mehreren Ortschaften entlang der Donau wurden mobile Schutzdämme aufgestellt und Dämme mit Sandsäcken verstärkt. Die Bahnverbindung Wien-Budapest wurde zwischen Komárom und Almásfüzitő eingestellt. Tausende Helfer sind vor allem um Győr und im Donauknie nördlich von Budapest im Einsatz. Fragile Deiche und hochdrückendes Grundwasser erschwerten die Arbeit. In Győr wurde am Abend des 8. Juni der Höchststand erreicht, dabei standen weite Teile der Stadt unter Wasser. In Nagybajcs, einem nördlichen Vorort von Győr, wurde mit 907 cm die bisherige Rekordmarke um 35 Zentimeter überschritten. Viele Menschen wollten ihre Häuser trotz eindringendem Wasser nicht verlassen und mussten schließlich mit Booten gerettet werden.
Am 8. Juni erreichte das Hochwasser Budapest mit einem Pegelstand von 8,61 m um 14 Uhr; damit wurde der bisherige Höchststand aus dem Jahr 2006 um 1 cm überschritten. Der Scheitel wurde am Abend des 9. Juni mit 8,91 m erreicht. Dem Budapester Oberbürgermeister István Tarlós zufolge sollten die Vorkehrungen bis zu einem Pegelstand von 9,30 m schützen. Trotzdem wurden innerstädtische Bereiche überflutet, da das Wasser durch die Kanalisation drückte. Am Mittag des 10. Juni meldete István Tarlós sinkende Pegelstände für seine Stadt.
Etwa 1500 Ungarn mussten entlang der Donau in Sicherheit gebracht werden, nach anderen Angaben waren es rund 2000 Personen. In Győr, Esztergom und zwischen Komárom und Budapest wurden viele Wohngegenden von Überflutungen gezeichnet, teilweise mussten ganze Siedlungen evakuiert werden. Rund 80 Straßen, wovon zehn Hauptstraßen sind, mussten gesperrt werden.
Etwa 20.000 Hilfskräfte waren im Einsatz. Neben Kräften der Armee, der Wasserwerke, der Polizei und der Feuerwehr sowie freiwilligen Helfern befanden sich darunter Ein-Forint-Jobber („Közmunkás“), Häftlinge, Oppositions- und Regierungspolitiker sowie 250 Mann der Antiterroreinheit TÉK.
Kritisch ist die Lage in Almásfüzitő, ca. 80 Kilometer vor Budapest, wo zwölf Millionen Tonnen Rotschlamm nur wenige Meter neben der Donau und in unmittelbarer Nähe eines slowakischen Natura-2000-Schutzgebietes abgelagert sind. Die Mauer des veralteten Rotschlammbeckens dient auch als Schutzdamm, und es ist fraglich, ob sie die Wassermassen übersteht. Ein 2011 an der Montanuniversität Leoben erstelltes technisches Gutachten über die Deponie in Almásfüzitő ergab, dass der Rotschlamm mit Aluminium, Eisen, Arsen, Blei und Chrom kontaminiert ist. Darüber hinaus werde die Deponie als Giftmülllager für „über 200 gefährliche Komponenten, die in Österreich nirgendwo abgelagert werden dürften“ verwendet, so der Leiter des Departments für Umwelt- und Energieverfahrenstechnik sowie Leiter des Lehrstuhls für Entsorgungs- und Deponietechnik der Montanuniversität Leoben, Karl Lorber, der 2011 „nachweislich Stellen mit Sickerwasser in der Donau“ festgestellt hat.

### Kroatien
Südlich von Ungarn bildet die Donau ein Stück der Grenze zwischen Kroatien und Serbien. In Vukovar im äußersten Osten Kroatiens wurde am 10. Juni ein Höchststand von rund 9 Metern für den 14. Juni erwartet. Der bisherige Rekord lag bei 7,60 Metern. Vom Verteidigungsministerium wurden bis zum 9. Juni rund 200 Soldaten der kroatischen Streitkräfte zur Deichverteidigung eingesetzt. Tatsächlich erreichte die Donau in Vukovcar lediglich einen Höchststand von 7,25 Metern am 15. Juni.

### Serbien
Am 10. Juni wurde die Scheitelwelle für den 13. Juni in Serbien vorhergesagt und der Wasserstand in Bezdan sank bis zum 17. Juni bereits um 20 Zentimeter, jedoch erreichte die Scheitelwelle Novi Sad nicht vor dem 17. Juni. Aufgrund laufender Schutzmaßnahmen seien größere Schadensereignisse jedoch nicht zu befürchten.

## Folgen und Auswirkungen

### Beeinträchtigungen im Schienen- und Straßenverkehr
Der Bahnverkehr in Österreich war in den Hochwassergebieten zum Teil unterbrochen. Auf der Strecke Wien–Salzburg auf der Westbahn war ab dem 2. Juni zwischen Amstetten und St. Valentin keine Bahnverbindung aufrecht; auch in Salzburg und Tirol fielen einige Züge aus.
Am Morgen des 3. Juni verkehrten wieder vereinzelt Züge zwischen Wien und Salzburg.
Unterbrochen waren sowohl die innerösterreichische Strecke von Salzburg nach Innsbruck nach einem Murenabgang bei Taxenbach als auch zwischen Saalfelden und Kitzbühel wegen drohender Gefahr.
In Bayern war der Bahnhof Rosenheim zeitweise komplett gesperrt, sowohl in Richtung Innsbruck als auch Richtung Salzburg (Großes deutsches Eck, insbesondere wegen der herausgetretenen Tiroler Ache). Die Bahnverbindung Freilassing–Salzburg wurde schon Samstag nachmittags (Saalachbrücke als auch Salzachbrücke) eingestellt, wodurch in beiden Grenzbahnhöfen tausende Reisende festsaßen.
Auf der Brennerbahn fuhr ein Zug auf eine Mure auf und entgleiste. Personen sind dabei nicht zu Schaden gekommen; die Strecke zwischen Innsbruck und Italien war dadurch zeitweise unterbrochen.
Im Osten Deutschlands wurde unter anderem auch der Bahnhof Plaue gesperrt. Der Bahnverkehr auf der Elstertalbahn zwischen Gera und Greiz wurde am 2. Juni wegen Unterspülung eines Bahndammes im Elstertal eingestellt. Wegen einer Absenkung der Eisenbahnbrücke über die Weiße Elster musste der Güterverkehr zwischen Zeitz und Tröglitz längerfristig eingestellt werden.
Aufgrund von Hochwasser der Elbe wurde der Bahnverkehr auf der grenzüberschreitenden Bahnstrecke Děčín–Dresden-Neustadt erheblich gestört. Zwar war die Bahnstrecke nicht von Überflutungen o. Ä. betroffen, allerdings waren die Zugänge und Unterführungen vieler Bahnhöfe für Fahrgäste nicht mehr passierbar. Die Linie S1 der S-Bahn Dresden wurde daher zwischen Heidenau und Schöna eingestellt und der Halt der Fernzüge in Bad Schandau aufgehoben.
Auf der Bahnstrecke Passau–Freyung kam es zu einem Dammrutsch bei Passau, der die Strecke für über einen Monat unterbrach.
Auch zahlreiche Straßen waren gesperrt und hatten kilometerlange Staus und weite Umleitungen zur Folge. Im Besonderen war die deutsche A8 Rosenheim–Salzburg auf 80 Kilometer vollgesperrt (Chiemseeraum ebenso wie Salzachgebiet, wo schon Samstag Nachmittag der Grenzübergang Walserberg geschlossen wurde). Auch die A3 und die A92 waren im Raum Deggendorf zeitweise wegen Überflutung vollgesperrt.
Neben etlichen einzelnen Orten im Alpenraum wie auch im Elbegebiet war unter anderem der salzburgische Pinzgau zeitweise völlig von der Außenwelt abgeschnitten.
Am 10. Juni 2013 wurde die Elbebrücke Hämerten gesperrt und damit der durchgehende Verkehr auf der Schnellfahrstrecke Hannover–Berlin eingestellt. Dadurch waren die Fernverkehrsverbindungen Basel/München–Frankfurt am Main–Hannover–Berlin von massiven Einschränkungen und Zugausfällen betroffen. Im Juli war die Dauer der Streckensperrung und der Gültigkeit des zum 28. Juli optimierten Interimsfahrplanes noch nicht voraussagbar, da der Untergrund des überfluteten Streckenabschnitts erst nach seinem Abtrocknen untersucht werden kann. Am 4. November 2013 wurde die Strecke wieder freigegeben.

### Einsätze von Hilfskräften

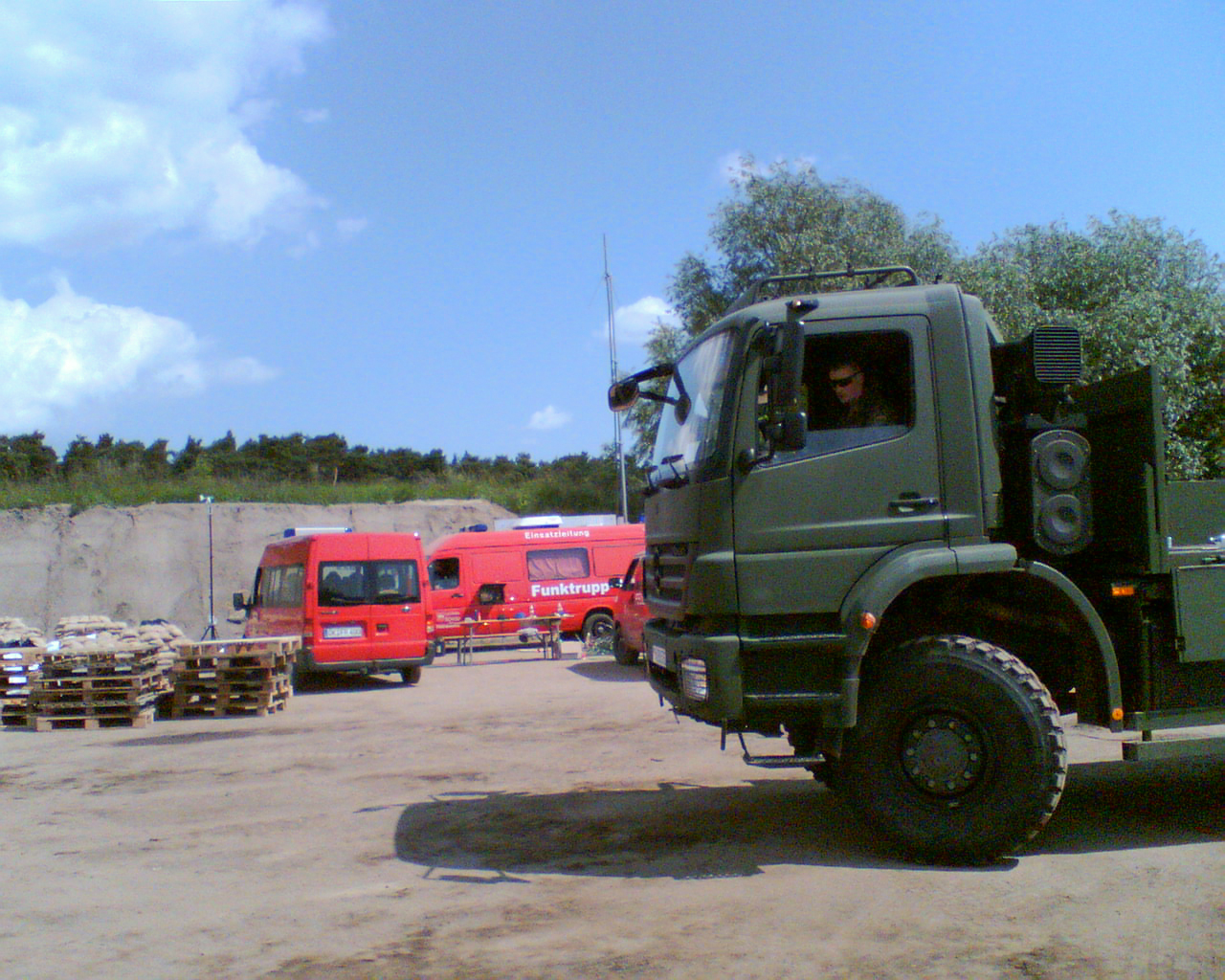
Zusammenarbeit von Freiwilliger Feuerwehr und Bundeswehr

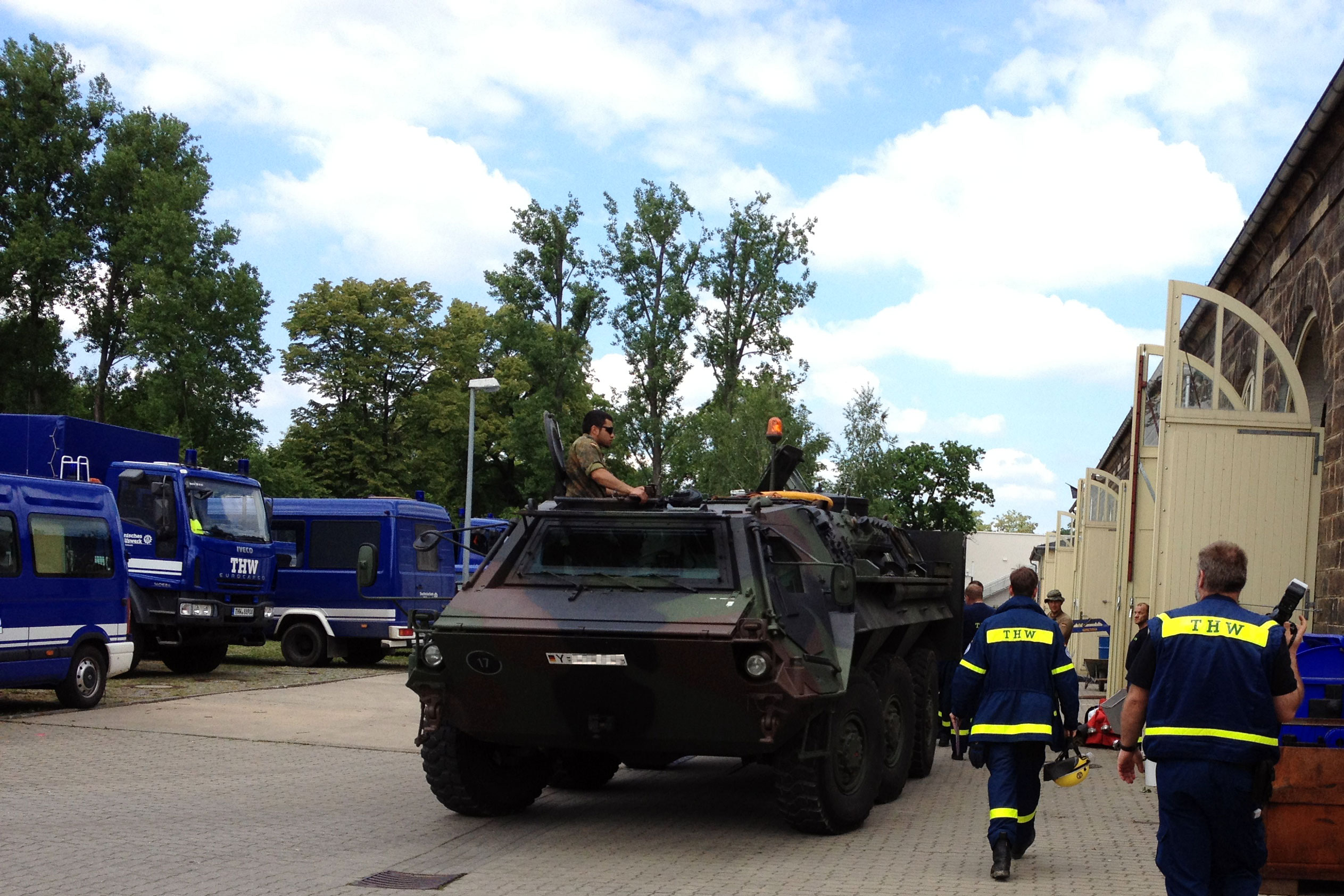
THW und Bundeswehr im Bereitstellungsraum Dresden

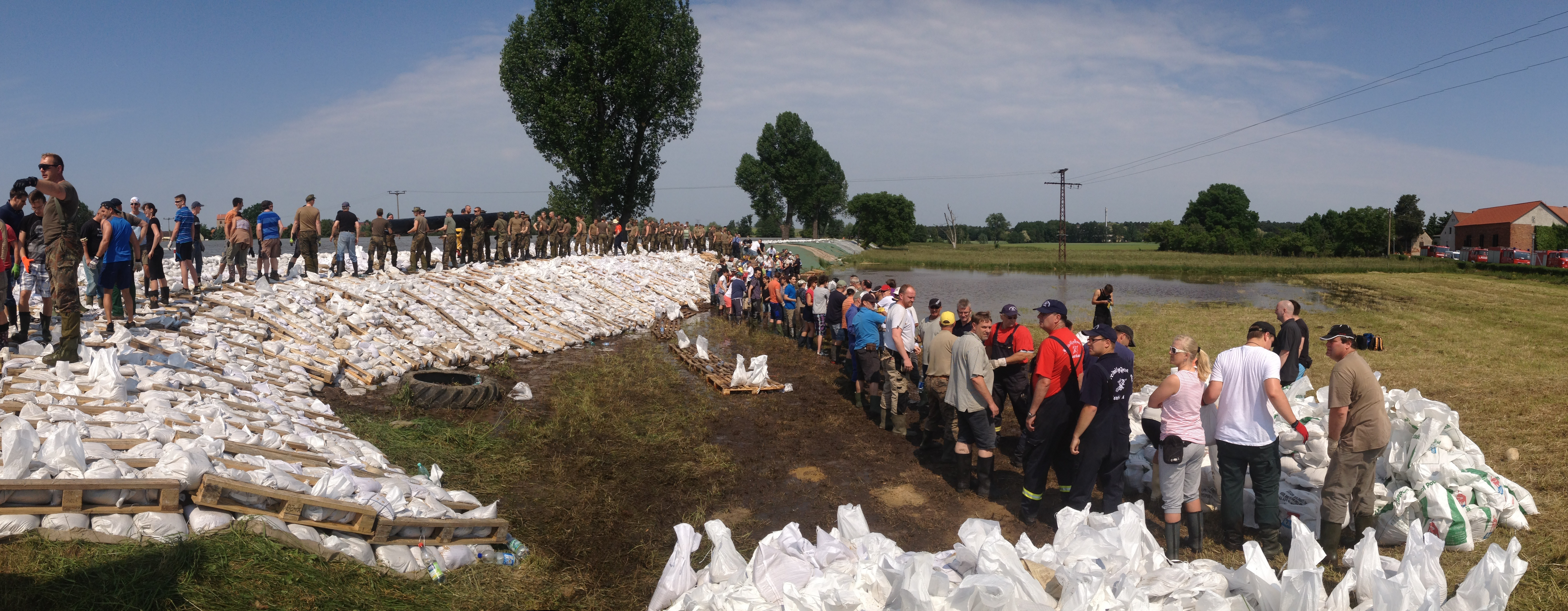
Bundeswehr und freiwillige Helfer stabilisieren einen Deich bei Lostau.

Während der Hochwasserkatastrophe ist die deutsche Bundeswehr an allen Einsatzorten mit über 19.000 Soldaten vertreten, also mit weniger Soldaten als vor elf Jahren. Weiterhin halfen ca. 400 niederländische Soldaten und einige französische Angehörige der Deutsch-Französischen Brigade.
Das Bundesheer in Österreich war mit rund 800 Mann und 24 Hubschraubern im Einsatz.
Die tschechische Armee setzte um die 700 Mann ein.
Die regionalen Feuerwehren mobilisierten in Deutschland fast 75.000 Einsatzkräfte, die auch aus nicht oder nur minder betroffenen Bundesländern gestellt wurden. Damit war das Hochwasserereignis der größte Feuerwehreinsatz seit dem Bestehen der Bundesrepublik Deutschland.
Deutsches Rotes Kreuz, Arbeiter-Samariter-Bund, Malteser Hilfsdienst und Johanniter-Unfall-Hilfe trugen zur medizinischen Versorgung an zentralen Einsatzplätzen bei. Das Technische Hilfswerk (THW), welches mit über 16.000 Einsatzkräften im Einsatz war, die Deutsche Lebens-Rettungs-Gesellschaft (DLRG) und die Wasserwacht stellten u. a. Pumpen, Boote und Taucher bereit.
In Österreich waren knapp 19.000 Einsatzkräfte der Freiwilligen Feuerwehren und Berufsfeuerwehren im Einsatz.
Auf eine Anfrage des deutschen Bundesamtes für Bevölkerungsschutz hin lieferte die luxemburgische Protection civile am 10. Juni 200.000 Sandsäcke mitsamt einer Abfüllmaschine nach Dannenberg in Niedersachsen.
Des Weiteren unterstützen Mitglieder des im Jahr 2007 vom Hitradio Ö3 und dem Roten Kreuz gestarteten Projekts Team Österreich, eines freiwilligen Hilfsverbundes, die professionellen Hilfskräfte bei den Aufräumarbeiten in Österreich. Das Bundesheer meldete 21.709 Einsatztage im Assistenzeinsatz ein.
Die allgemeine Hilfsbereitschaft wurde als riesig beschrieben. Die professionellen Hilfskräfte wurden in großem Umfang von ehrenamtlichen Helfern unterstützt, besonders beim Füllen und Stapeln von Sandsäcken sowie bei Aufräumarbeiten.
Neben Arbeitseinsätzen umfasste freiwillige Hilfeleistung auch das Spenden von Arbeitsmaterial, Sachspenden für Flutgeschädigte und Verteilen von Lebensmitteln sowie das Bereitstellen von Notunterkünften. Die umfassende Organisation über Neue Medien wurde als bedeutende Neuentwicklung im Katastrophenschutz betont.
Stellenweise wurden die Hilfsarbeiten durch Gaffer behindert. Der Deutsche Feuerwehrverband forderte, Schaulustige zukünftig – der bereits bestehenden gesetzlichen Grundlage entsprechend – zwangsweise zu Hilfsdiensten heranzuziehen.

### Schutztechnologien

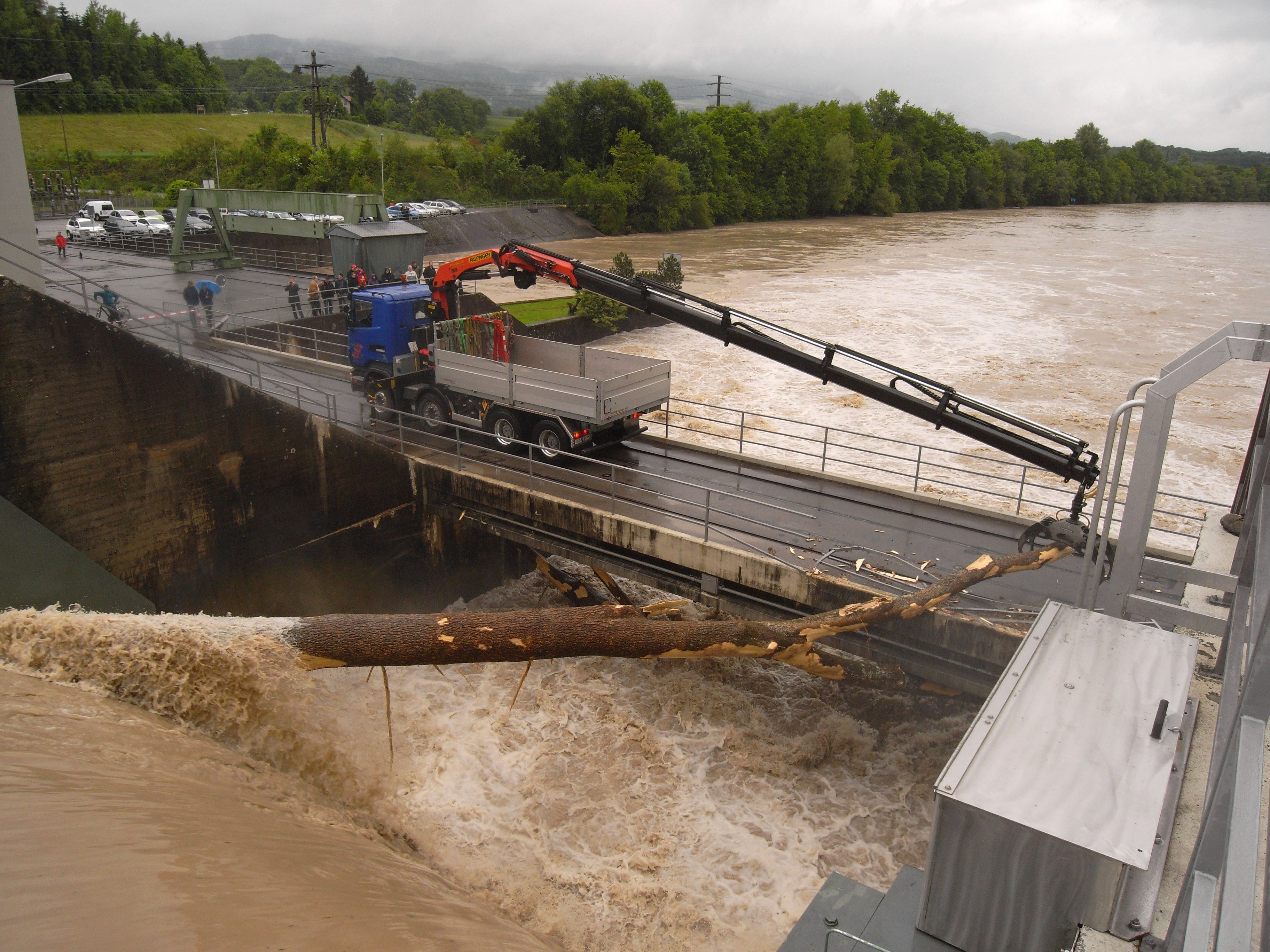
Am Schweizer Laufwasserkraftwerk Flumenthal hatte sich ein Baum unter einer Brücke verkeilt.

Bei diesem Flutereignis vertraute man den bereits in den letzten Jahrzehnten getroffenen Vorkehrungen in Form von Deichen, die bei Bedarf mit Sandsäcken verstärkt wurden. Deichgefährdendes großes Treibgut wie Baumstämme wird von Spezialkräften der DLRG mittels Motorbooten sowie von der Bundeswehr mittels Faltschwimmbrücken geborgen. Auch an Brücken und Wasserkraftwerken musste Treibgut mit Baggern und Motorsägen entfernt werden. Das Kernkraftwerk Krümmel musste erstmals in der Geschichte die Fluttore schließen. Außerdem öffnete man das Nahle-Wehr zum Leipziger Auwald und schuf dadurch unbebauten Überflutungsraum.
An stark beschädigten Stellen der Deiche, so bei Fischbeck (Elbe), brachte die Bundeswehr Bigbags per Hubschrauber zum Einsatz. Zudem kamen einige neuartige Technologien der Deichverstärkung zur Anwendung. Dabei handelte es sich um mit Wasser gefüllte schlauchartige Kunststoffbeutel, mit denen u. a. das Gebäude des MDR geschützt wurde, in Gartow eingesetzte zerlegbare mit Wasser zu füllende Plastikwannen sowie im Raum Rühstädt eingesetzte mit Folie umwickelte Strohballen.

### Schadensausmaß und finanzielle Unterstützungen
| Land        | Tote | Vermisste |
| ----------- | ---- | --------- |
| Tschechien  | 11   | 03        |
| Deutschland | 014  | 0         |
| Österreich  | 06   | 0         |
| Schweiz     | 0    | 01        |
| gesamt      | 31   | 04        |

Erste grobe Schätzungen des Schadens belaufen sich auf:
- Deutschland: rund 6,68 Milliarden Euro (Mitte Juli 2013 von den Ländern an den Bund gemeldeter Gesamtschaden)[237]
  - Sachsen: 2–2,5 Mrd. € (Schätzung Fritz Jaeckel, Wiederaufbaustab in der Staatskanzlei, 6. Juni)[238]
- Österreich: 2,2–3 Mrd. € (Schätzung EcoAustria/Versicherer, 5. Juni), ersteres sind 0,7 % des BIP[239]
- Tschechien: mehrere hundert Millionen Euro (o.A., 11. Juni),[182] alleine in der Landwirtschaft bis zu eine Milliarde Kronen (umgerechnet 40 Millionen Euro, Jan Veleba, cz. Agrarkammer, 6. Juni)[240]
- Schweiz: ca. 3 Mio. CHF (2,5 Mio. €), davon 2,5 Mio. CHF landwirtschaftlich[25][28]

Den betroffenen Gemeinden in Bayern wurden von Seiten der Bundes- und Landesregierung rund 100 Millionen Euro zum Wiederaufbau zugesagt. Wie die Gelder verteilt werden, ist noch unklar, sagte Bundesinnenminister Hans-Peter Friedrich („Wir müssen jetzt erst mal eine Bestandsaufnahme der Schäden machen“).
Laut Bundesfinanzministerium garantiert der Bund den Ländern ein Soforthilfeprogramm, das 50 Prozent der Kosten an den Wiederaufbaumaßnahmen übernimmt.
Die österreichische Regierung hat den Katastrophenregionen Unterstützung versprochen.
Privatpersonen bekommen Hilfe aus dem Bundeskatastrophenfonds, der 2013 mit 374 Millionen Euro dotiert ist (davon rund 115 Mio. zum Zeitpunkt schon ausgegeben, er kann jederzeit aufgestockt werden).
Die tschechische Regierung sagte den Betroffenen Hilfsgelder in Höhe von 7,3 Milliarden Kronen (290 Millionen Euro) zu.
Bayern, Österreich, die Slowakei und Ungarn verständigten sich darauf, bei der EU um Unterstützung aus dem 2002 eingerichteten Solidaritätsfonds anzusuchen.
Der EU-Haushaltskommissar Janusz Lewandowski teilte am 5. Juni 2013 mit, es gebe eine Soforthilfe aus dem Zivilschutzmechanismus, die EU habe aber aufgrund des anhaltenden Haushaltsstreits keine Mittel im Solidaritätsfonds.
Die EU-Kommission fordert – unterstützt vom Europaparlament – von den Mitgliedstaaten für das Budget des laufenden Jahres eine Nachzahlung in Höhe von 11,2 Milliarden Euro. Die Mitgliedstaaten wollen aber erst einmal nur 7,3 Milliarden Euro zur Verfügung stellen, und das auch nur unter der Bedingung, dass das Europaparlament auch im Streit um das Mehrjahresbudget für die Jahre 2014 bis 2020 nachgibt.
Der deutsche Bundestag beschloss am 28. Juni 2013, acht Milliarden Euro in einem Fonds für die Aufbauhilfe bereitzustellen. Die Bundesländer stimmen im Bundesrat hierüber am 5. Juli 2013 ab. Nach einer vorläufigen Schadeneinschätzung beantragte das Bundesverkehrsministerium 1,5 Milliarden Euro aus dem Fluthilfe-Fonds. Davon entfallen 900 Millionen auf die Schienenwege, 500 Millionen Euro auf Straßen und bis zu 100 Millionen Euro für Wasserstraßen. Die Deutsche Bahn rechnete zunächst mit einem Schaden im wenigstens hohen dreistelligen Millionen-Euro-Bereich. Die Bilanz werde mit 200 bis 500 Millionen Euro belastet. Später korrigierte das Unternehmen den erwarteten Schaden an der Infrastruktur auf 150 Millionen Euro nach unten. Dazu käme ein dreistelliger Millionenbetrag an Betriebsverlusten.
Von der EU wurden im Oktober 2013 Hilfspakete für Deutschland, Österreich und Tschechien gewährt. Deutschland erhält dabei 360 Millionen Euro, Österreich 21,6 Millionen Euro und Tschechien 15,9 Millionen Euro.

### Hilfe über Medien und Wohltätigkeitsveranstaltungen
Um Menschen, die besonders schwer vom Hochwasser getroffen sind, zu helfen, startete der ORF in Kooperation mit dem Österreichischen Roten Kreuz eine eigene Spendenaktion unter dem Motto ORF-Hochwasserhilfe – Sofort.
Im Ö3-Wecker, der meistgehörten Radiosendung Österreichs, konnten sich zahlreiche Personen in einer Sondersendung am 5. Juni bei den Helfern in den Hochwassergebieten bedanken. Auch Bundespräsident Heinz Fischer sprach allen Helfern seinen Dank aus.
Besonders im Raum Sachsen und Sachsen-Anhalt wurde gemeinschaftliche Hilfeleistung intensiv über neue Medien und soziale Netzwerke (Facebook, Twitter) organisiert. Die Facebook-Seite Hochwasser 2013 hatte innerhalb weniger Stunden über 7000 Teilnehmer.
Die österreichische Version hatte nach einem Tag über 120.000 Anhänger, eine weitere über 36.000 Anhänger.
Für die Aufräumarbeiten wurden in Passau und Deggendorf ebenfalls Facebookseiten eingerichtet, die von Studenten betreut wurden. Sie hatten nach kurzer Zeit über 10.000 bzw. über 5.000 Anhänger.
Eine in Form einer Wette gestartete Spendensammlung im Verlauf der Sommerausgabe der deutsch-österreichischen Fernsehshow Wetten, dass..? vom 8. Juni erbrachte eine Summe von über 500.000 Euro. Der MDR sammelte 3,5 Mio. € ein. Beim Spendenmarathon der ARD am 15. und 16. Juni 2013 wurden über 8 Mio. € gespendet.
Der FC Bayern München spielte am 1. September 2013 in einem Benefizspiel in Passau gegen eine Regionalauswahl und überreichte im Anschluss an den 5:1-Sieg einen Scheck in Höhe von 250.000 Euro. Auch Borussia Dortmund sagte eine Spende in Höhe von mindestens 100.000 Euro zu. Ob der BVB tatsächlich etwas spendete, wurde nicht öffentlich bekannt. Durch ein Spiel Hamburger SV gegen Dynamo Dresden kamen 80.000 € zusammen.
Bei der Spendengala des Mitteldeutschen Rundfunks am Sonntag, 9. Juni 2013 in Leipzig, spendete der Unternehmer Günter Papenburg 500.000 Euro an die Flutopfer. Seine Niederlassung in Halle (Saale) war selbst vom Hochwasser betroffen.

### Auswirkungen auf die Hochwasserschutzplanung
Die aufgetretenen Schäden ließen sich analog der Wettervorhersage weder im Detail vorhersagen noch durch taktische Schutzmaßnahmen vollständig verhindern.
Etwa in Deutschland wurden noch vor der abschließenden Schadensregulierung Forderungen laut, derartigen zukünftigen Ereignissen durch strategische Maßnahmen entgegenzuwirken. Zu dem von verschiedenen Seiten vorgeschlagenen Maßnahmenpaket gehörten die Schaffung von Polderflächen, die Rückverlegung von Deichen, das Zulassen ufernaher Auwälder, die Umsiedlung flutgefährdeter Bebauung, die Renaturierung von Bächen, die Inbetriebnahme weiterer Rückhaltebecken, die Begrenzung der Entwässerung der Flusseinzugsgebiete und der generelle Rückbau der Flächenversiegelung. Derartigen Forderungen standen in der Vergangenheit im Wesentlichen die Interessen der Landwirtschaft und der Anrainer entgegen. Beispielsweise ist bemerkenswert, dass 2010 in Sachsen-Anhalt EU-Mittel für den Hochwasserschutz in andere Bereiche umgeschichtet werden konnten. Mit dem Biosphärenreservat Flusslandschaft Elbe konnte bisher nur ein Großprojekt verwirklicht werden. Somit machte das aktuelle Ereignis deutlich, dass die Zuständigkeiten für die Vorbeugung wegen des Eigentumsrechtes auf lokaler Ebene verbleiben und nur einzelne Hilfsaktionen auf Bundesebene koordiniert werden können. Im September 2013 beschlossen die Umweltminister ein nationales Hochwasserschutz-Programm.
In Österreich wurde beschlossen, die für die nächsten 10 Jahre geplanten fehlenden Großprojekte der insgesamt 34 Hochwasserschutzprojekte der Generalplanung nach der Katastrophe 2002 – die sich dort, wo sie schon fertiggestellt wurden (17 Projekte), durchaus bewährt hatten – innerhalb von 6 Jahren (bis 2019) vorrangig umzusetzen. Anschließend sollen die derzeit noch ungeplanten Räume ausgebaut werden. Die vorgezogenen Geldmittel sollen auch als Wirtschaftsförderung verstanden werden.